# Église Saint-Saturnin de Cardan
L'église Saint-Saturnin est une église catholique située dans la commune de Cardan, dans le département de la Gironde, en France.

## Localisation
La commune est dispersée en plusieurs hameaux. L'église Saint-Saturnin, ainsi que le cimetière du village, se trouve au nord-ouest du bourg, le long de la portion de la route départementale D120 qui mène du bourg à Paillet.

## Historique

La baie axiale
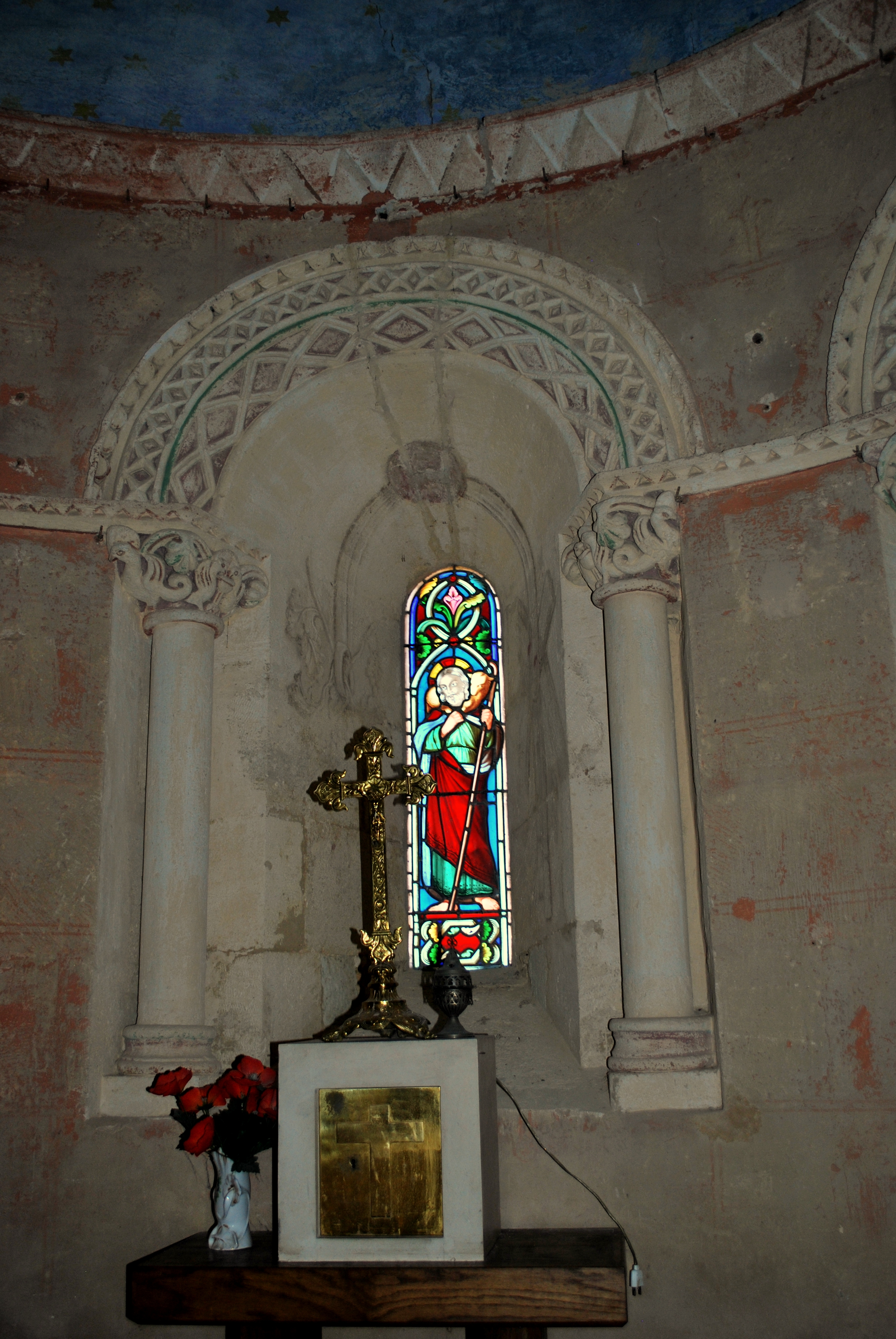
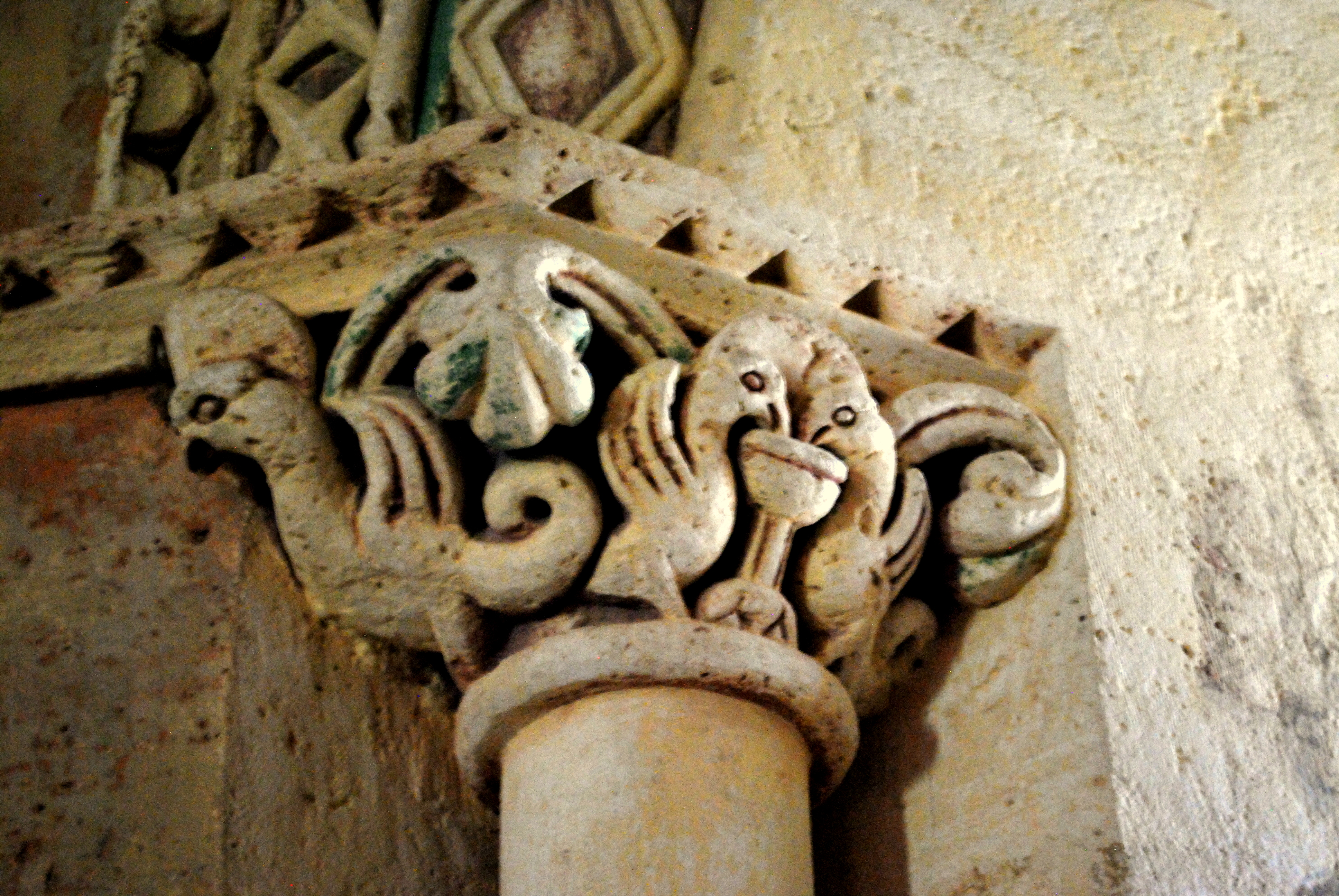
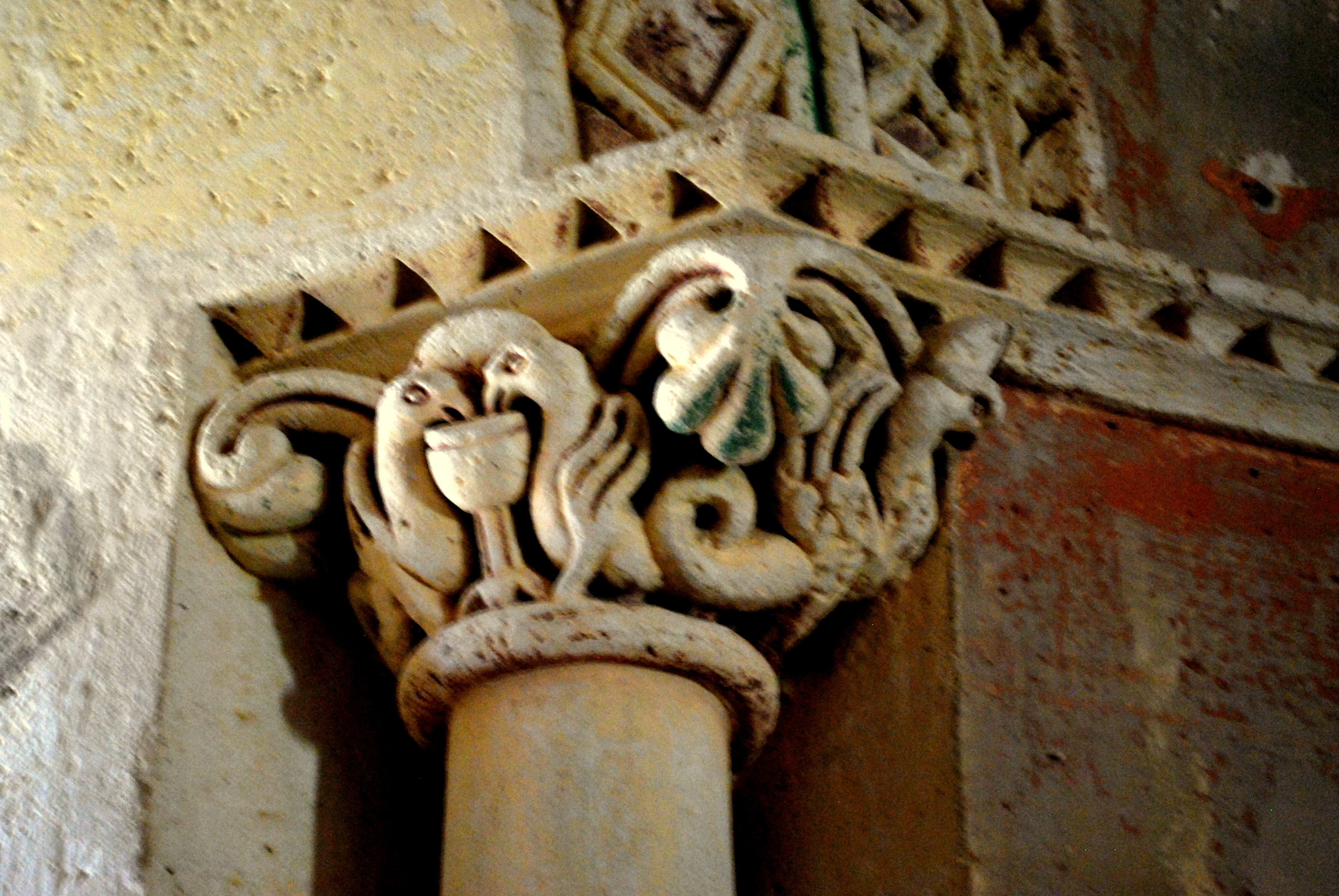
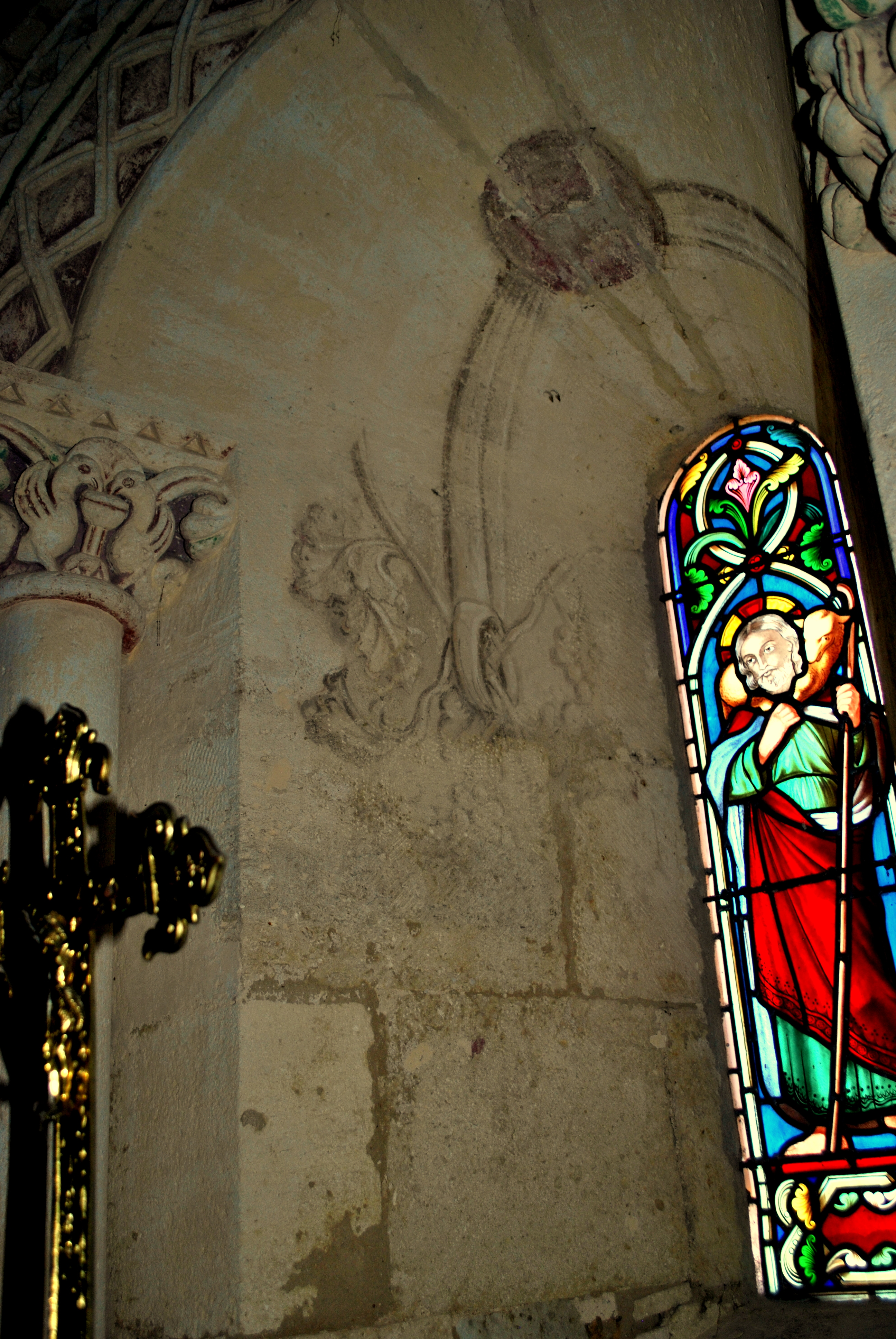
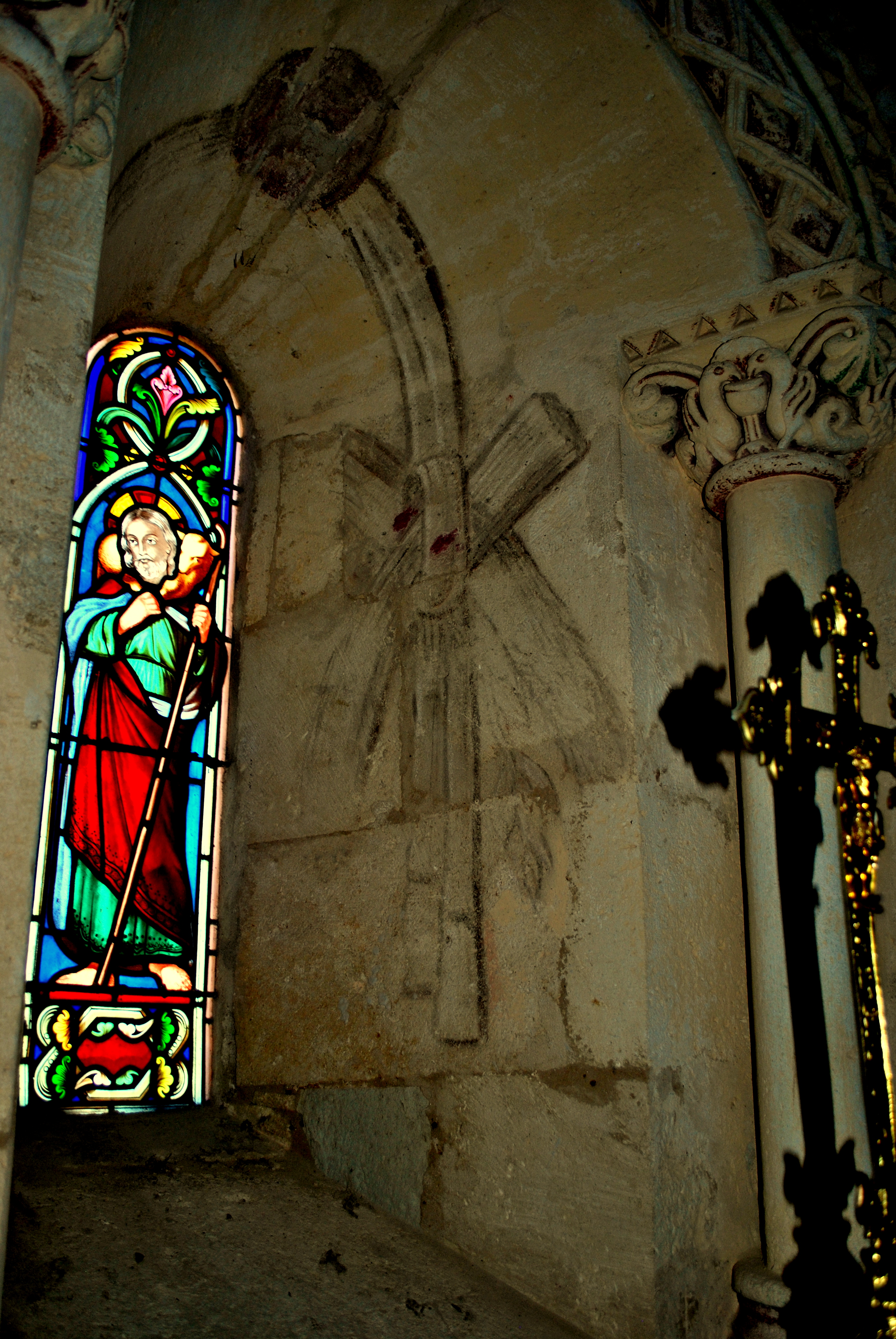

L'église Saint-Saturnin est une petite église romane (moins de 100 m2 à l'origine), mais riche d'une ornementation originale. Elle a conservé pratiquement dans son état sa façade occidentale, dont le pignon est surmonté d'un clocher-mur et son chevet roman. La cloche date de 1849, dont le fondeur est Élie Deyres de Bordeaux. L'abside, semi-circulaire et voutée en cul-de-four, est plus étroite que la nef, couverte d'un plafond.
Jusqu'en 1850, Saint-Saturnin sert d'église paroissiale. À partir de cette date, elle est de plus en plus délaissée, considérée comme une simple chapelle de secours. Cependant, l'édifice a été restauré en 1855 par Durassie, architecte, et Videau, entrepreneur.

L'extérieur de l'église
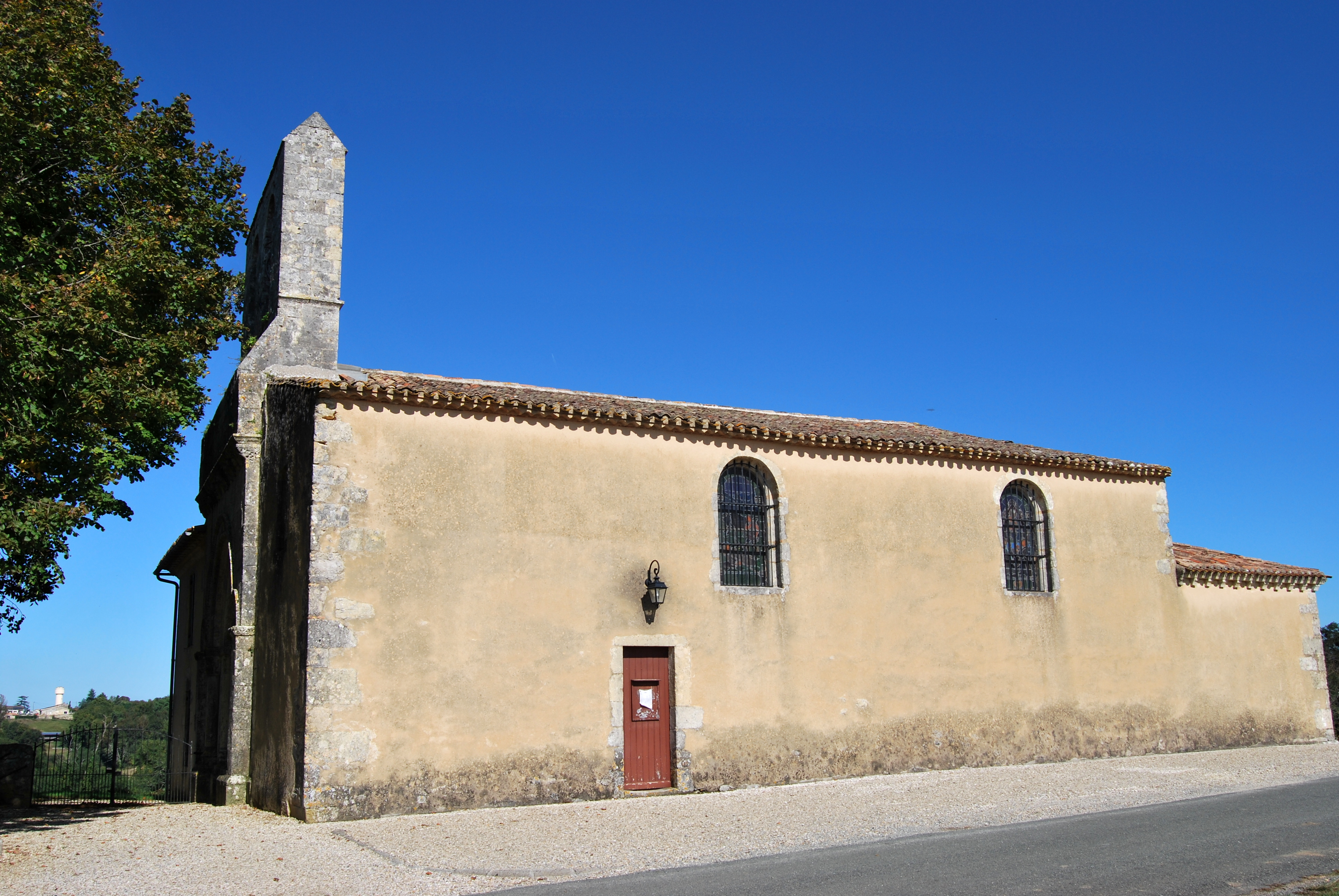
Le flanc sud
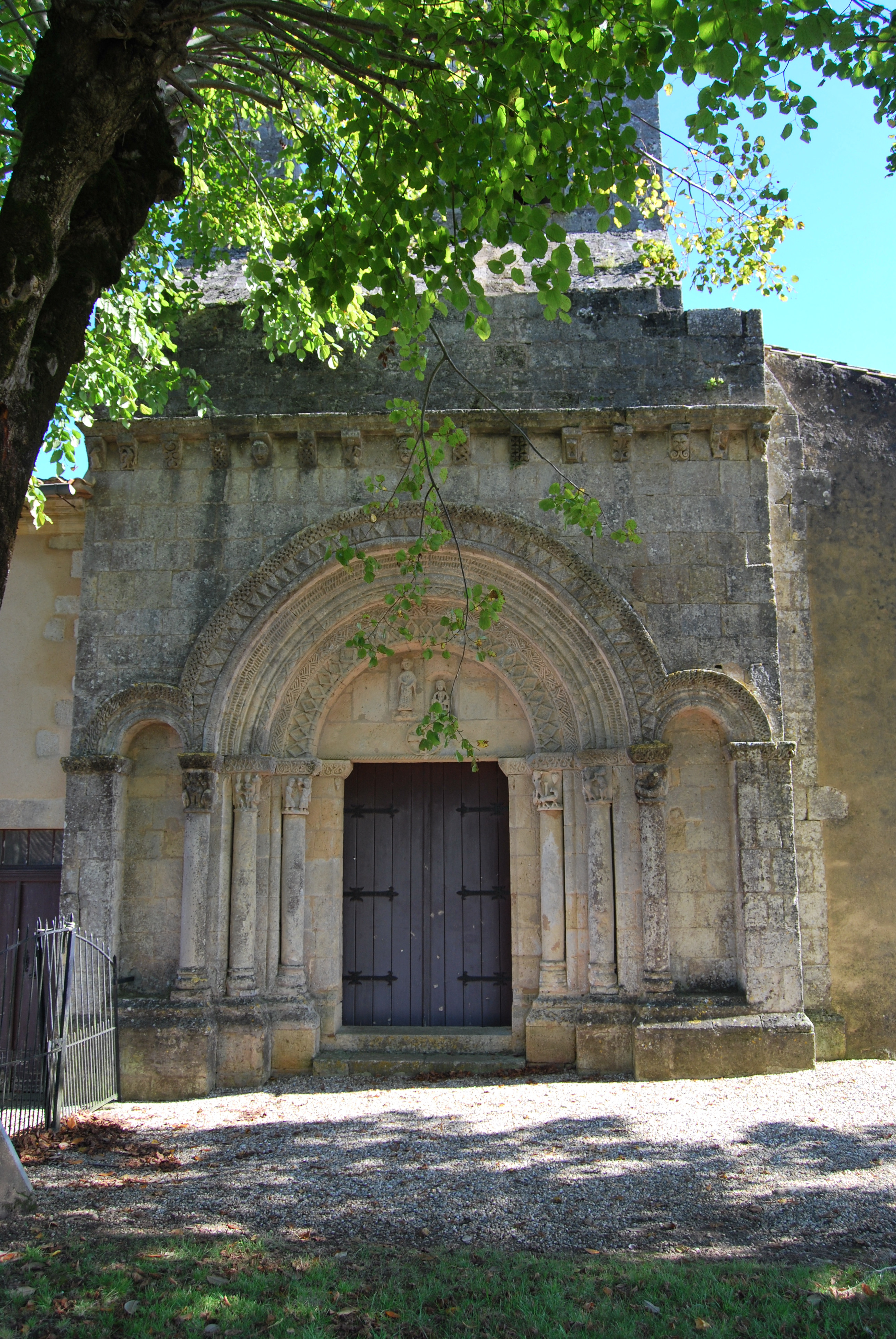
La façade ouest
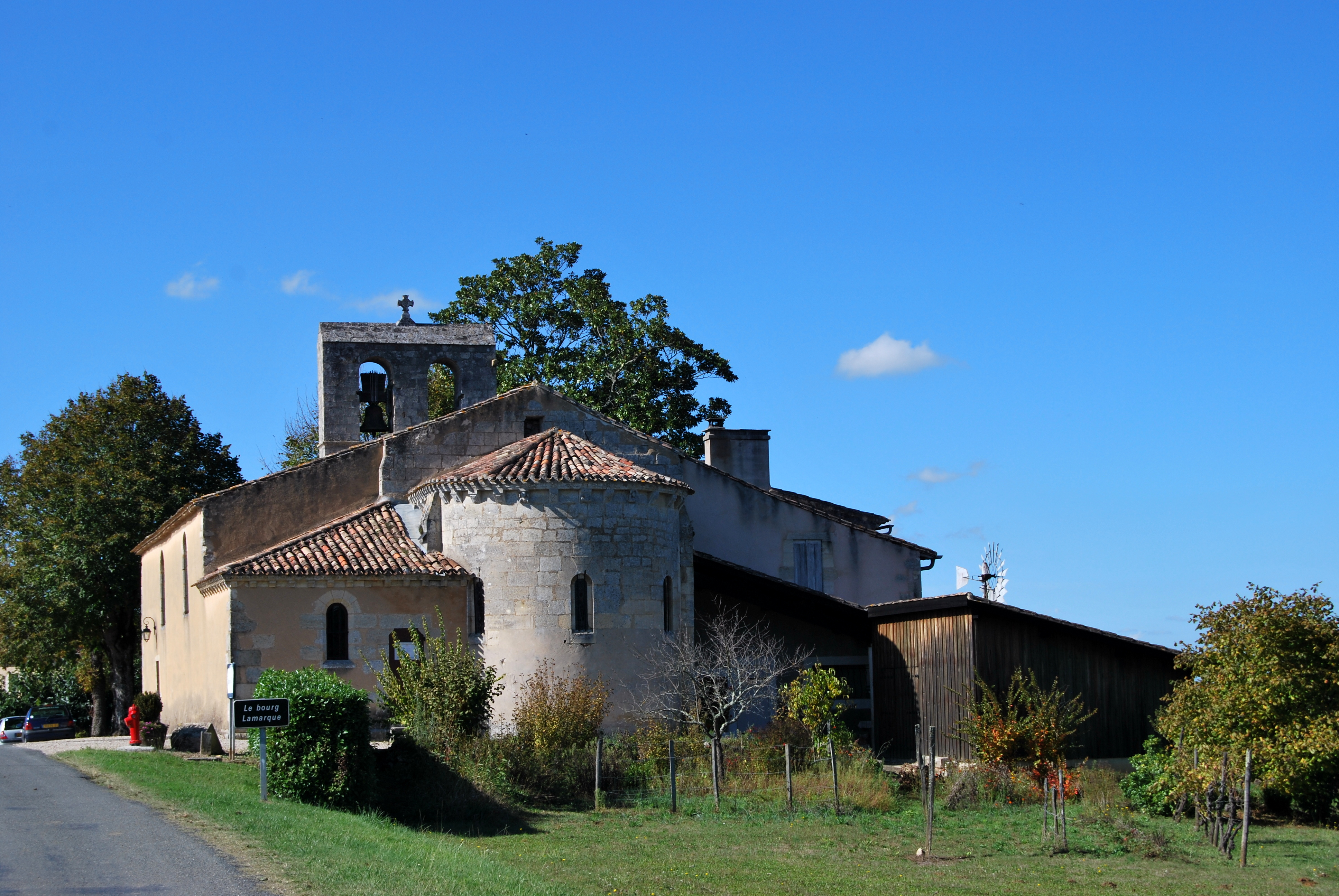
L'abside
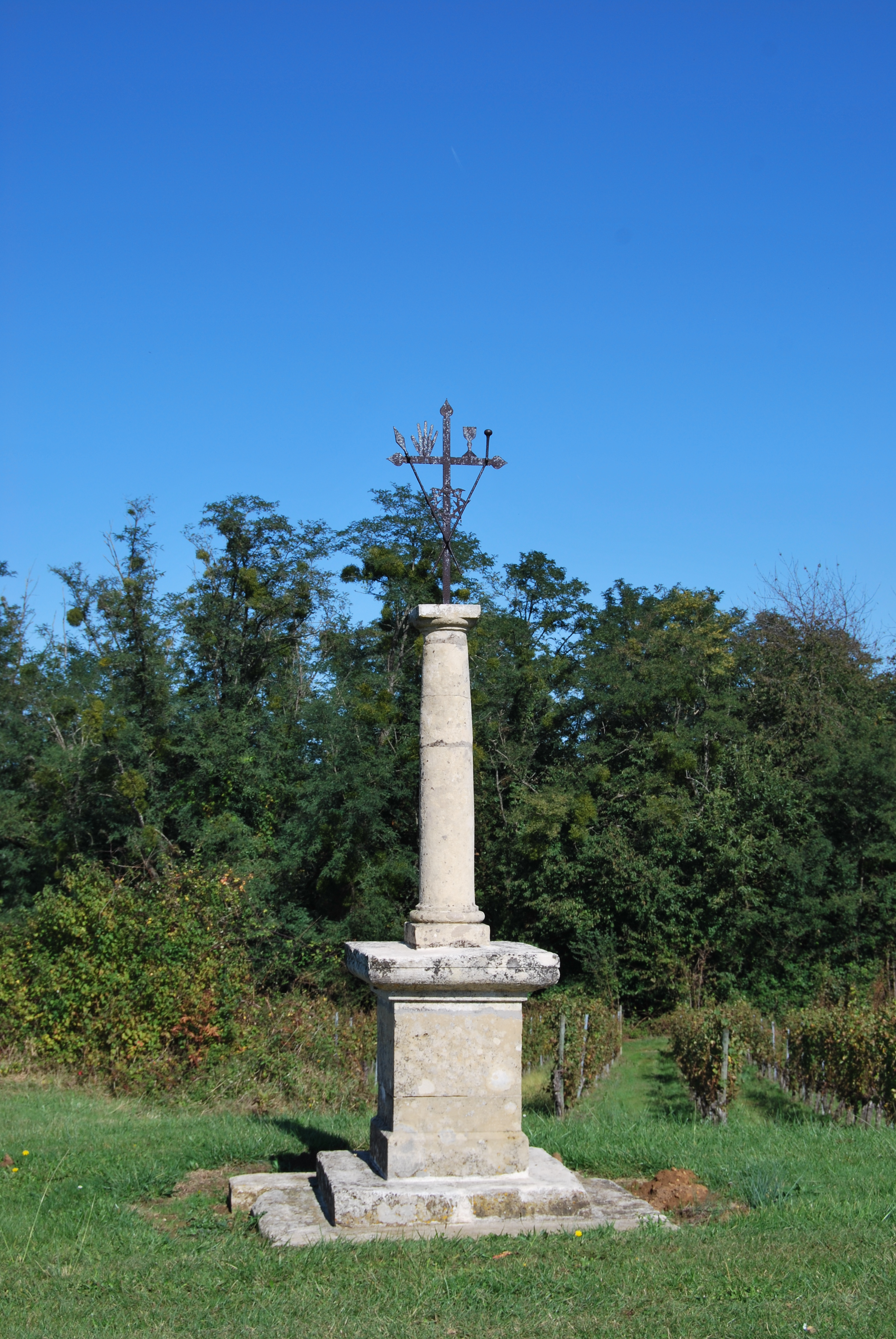
Croix de cimetière

L'intérieur a été remanié au XVIIe siècle et la figuration romane a disparu, sauf pour un seul chapiteau de la baie axiale de l'abside — La date de 1685, gravée sur la porte de la façade méridionale, correspond à l'agrandissement de l'église —.

L'intérieur de l'église
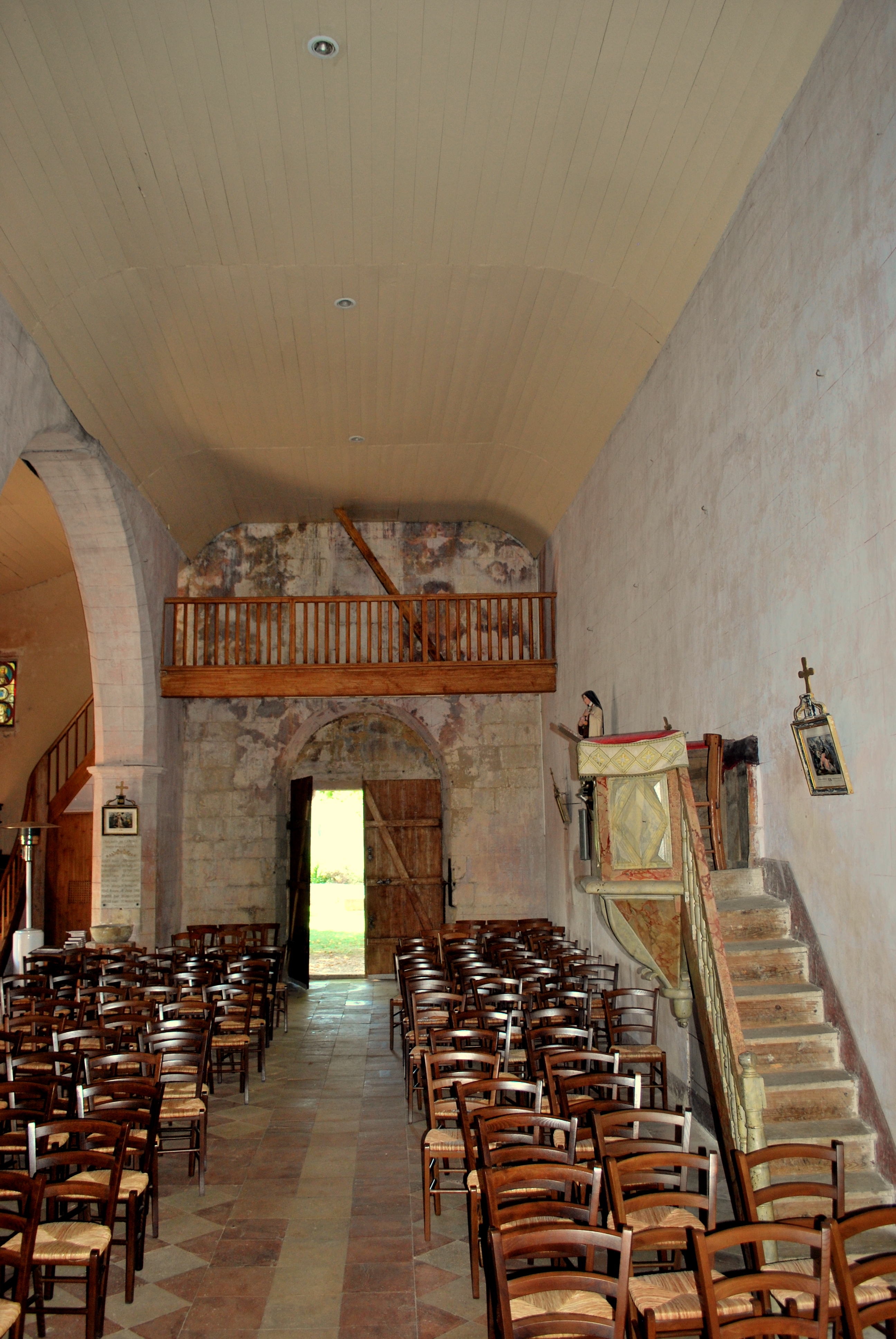
La nef
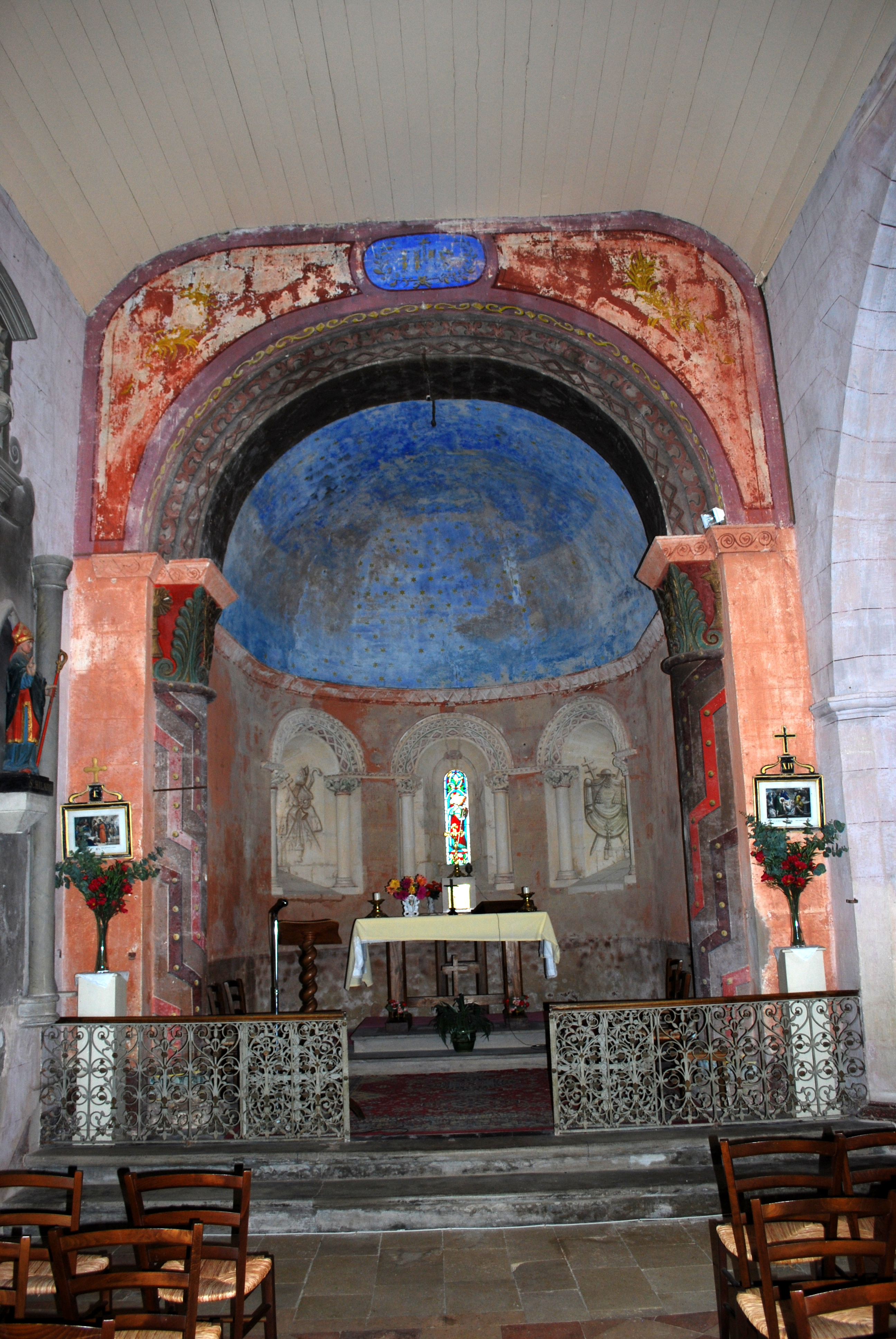
Le sanctuaire
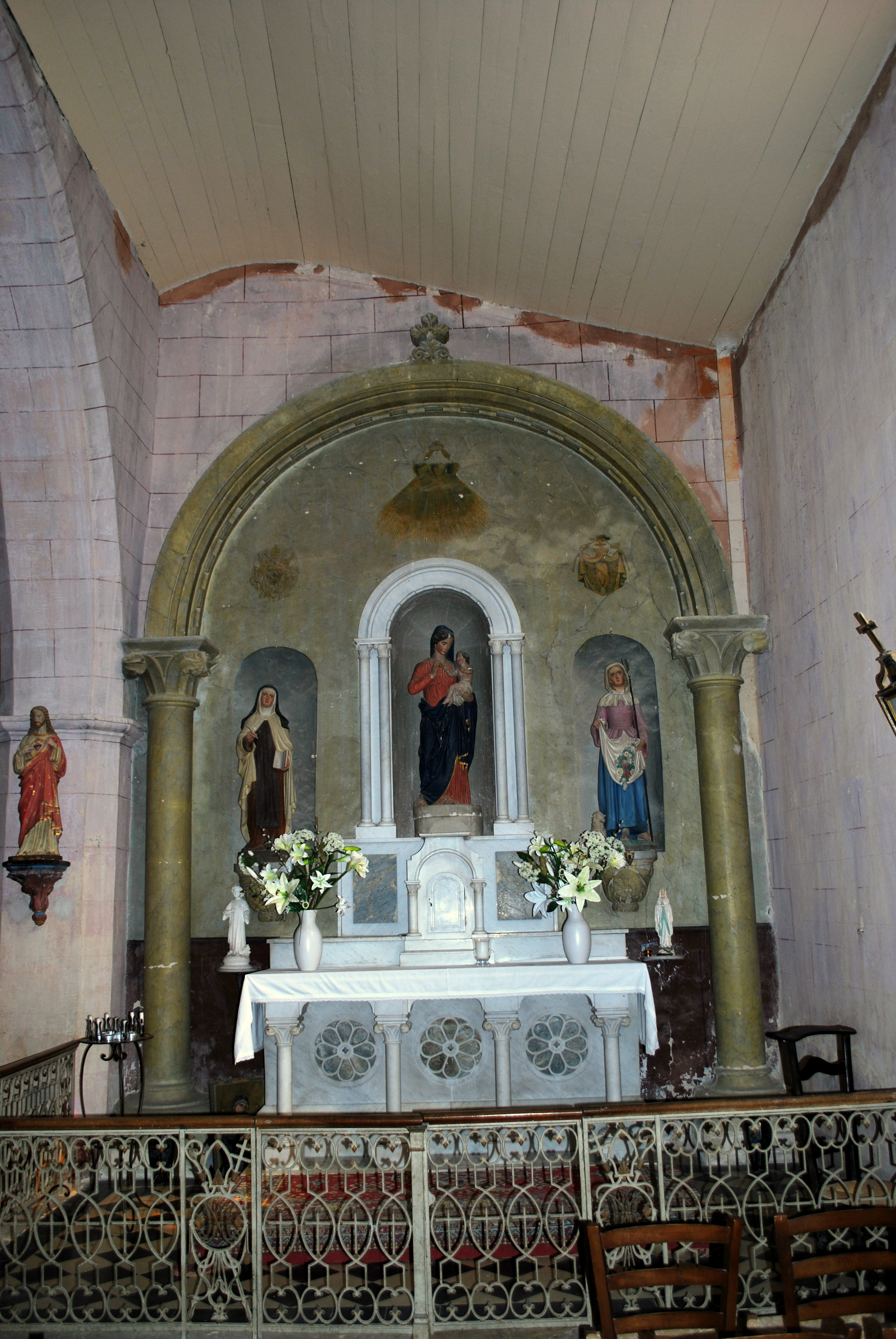
Chapelle sud
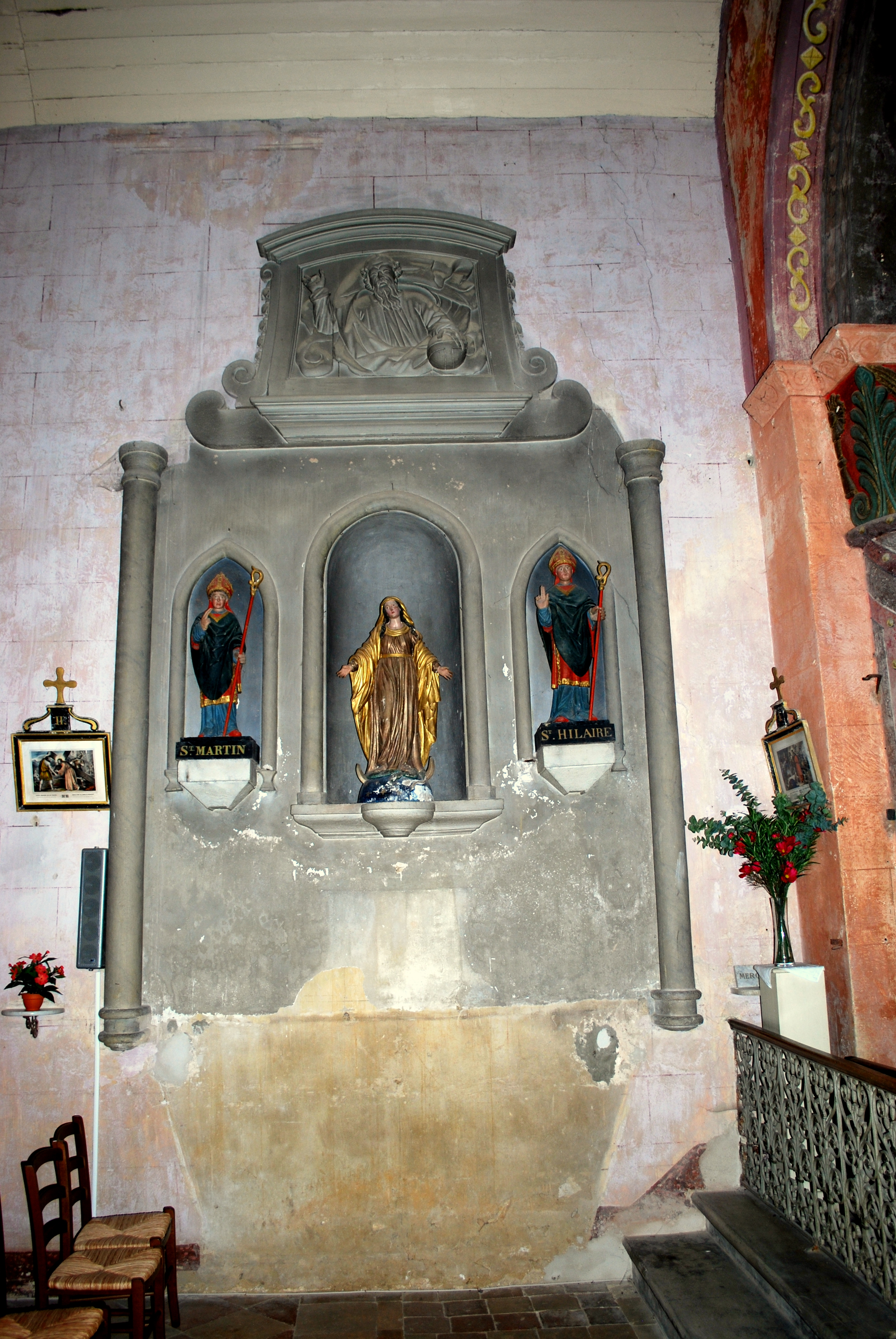
Le retable
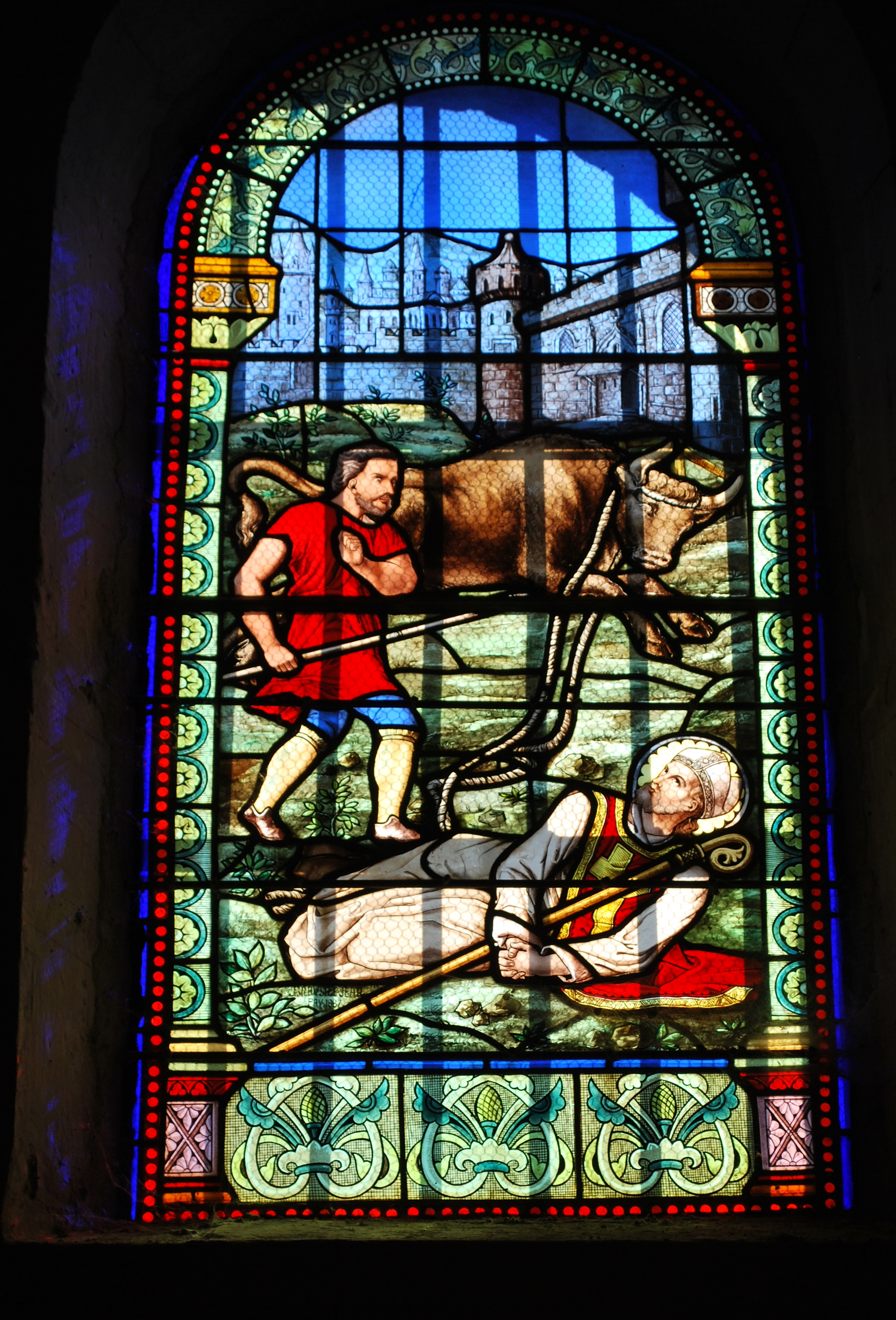
Vitrail du bas-côté sud
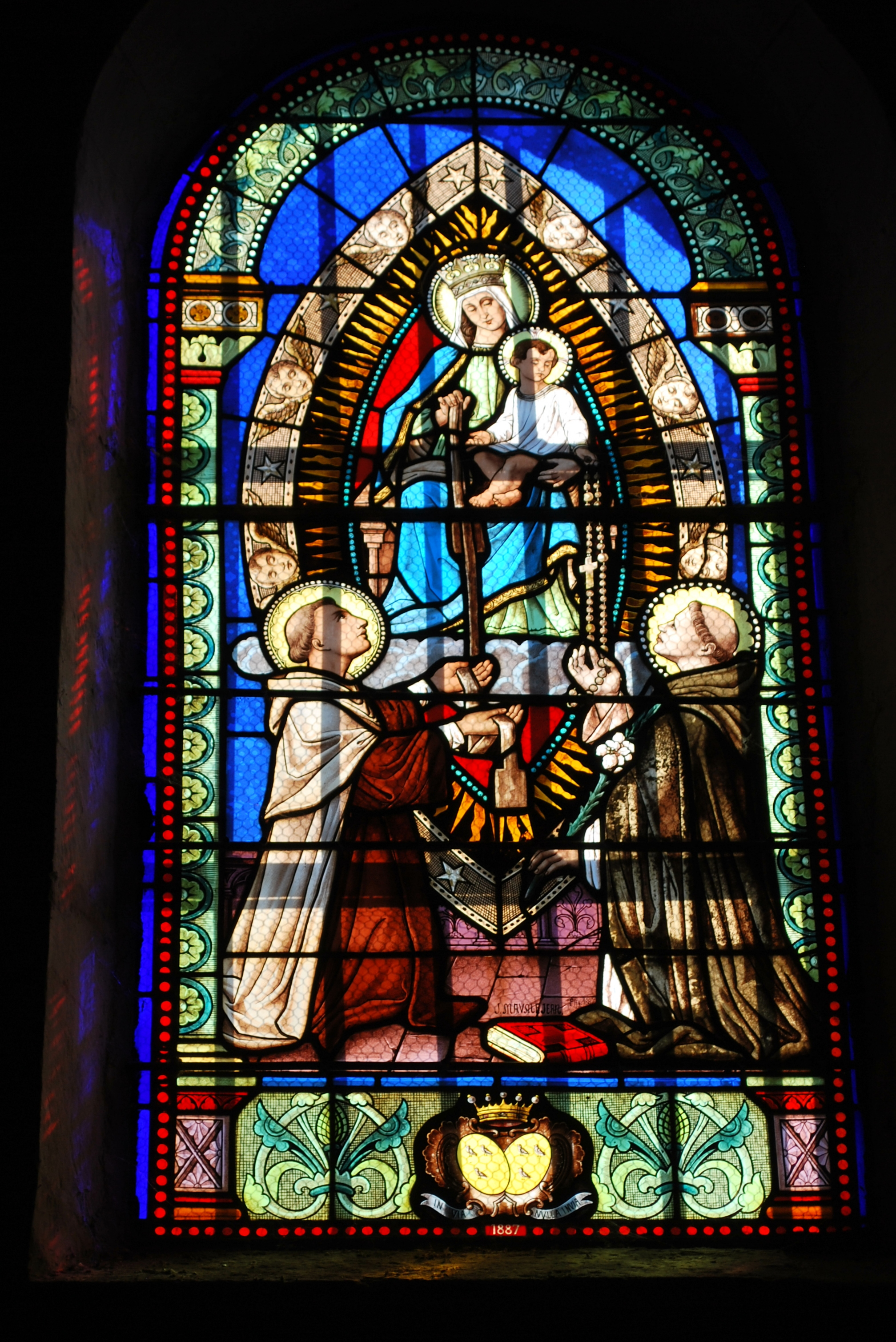
Vitrail du bas-côté sud

- La chaire à prêcher, en bois de chêne ou de châtaignier, date du XVIIIe siècle. Cette chaire n'a ni dorsal, ni abat-voix.
- Le retable au mur nord de la nef est en pierre peinte en gris et date de la première moitié du XVIIIe siècle. Deux colonnes encadrent trois niches, celle du centre en plein cintre, les deux autres en arc brisé, surmontées d'un fronton. En relief dans le fronton une sculpture de Dieu le Père. Il manque un autel et un tabernacle (on peut discerner leurs traces sur le mur).

L'arc triomphal
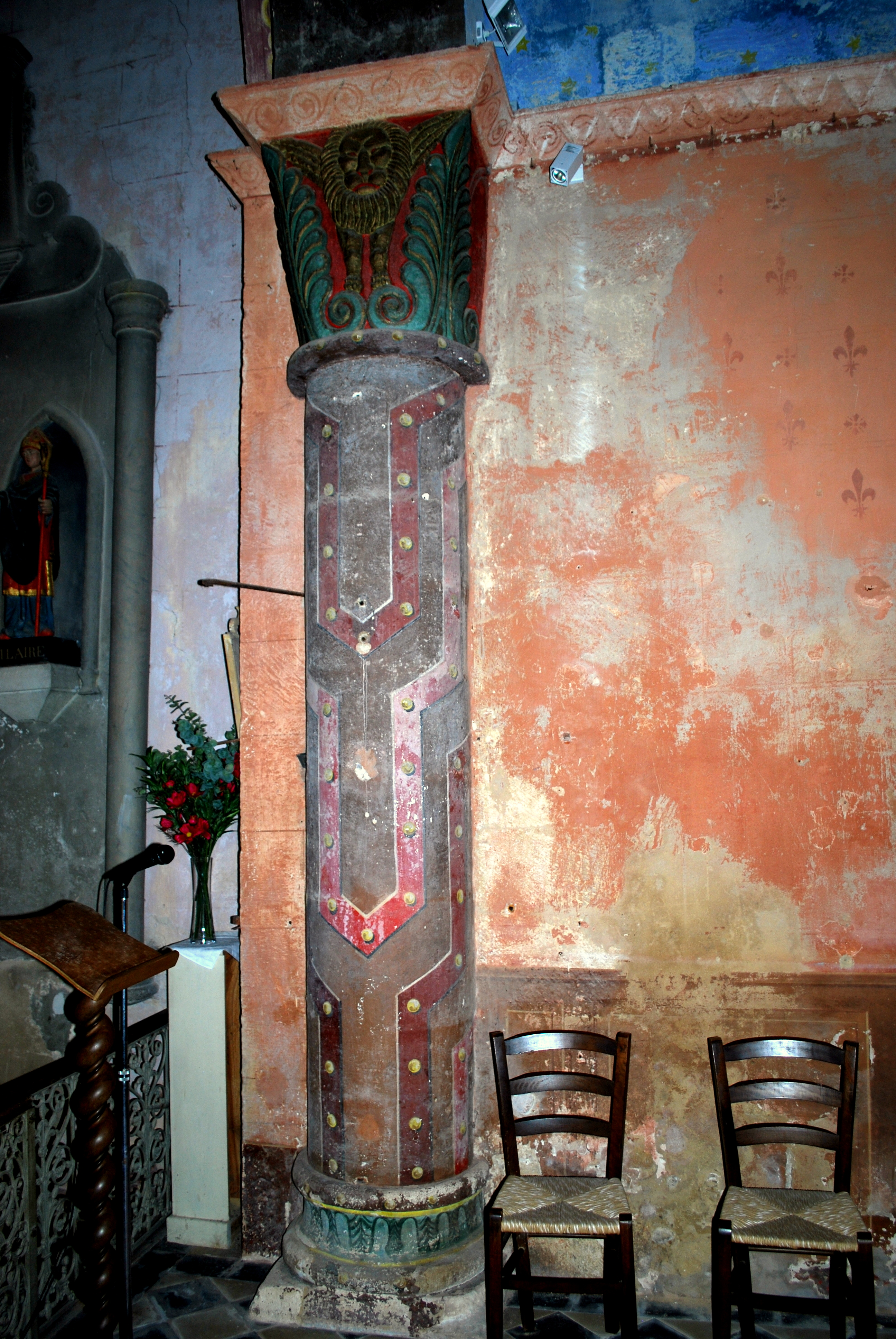
La colonne nord
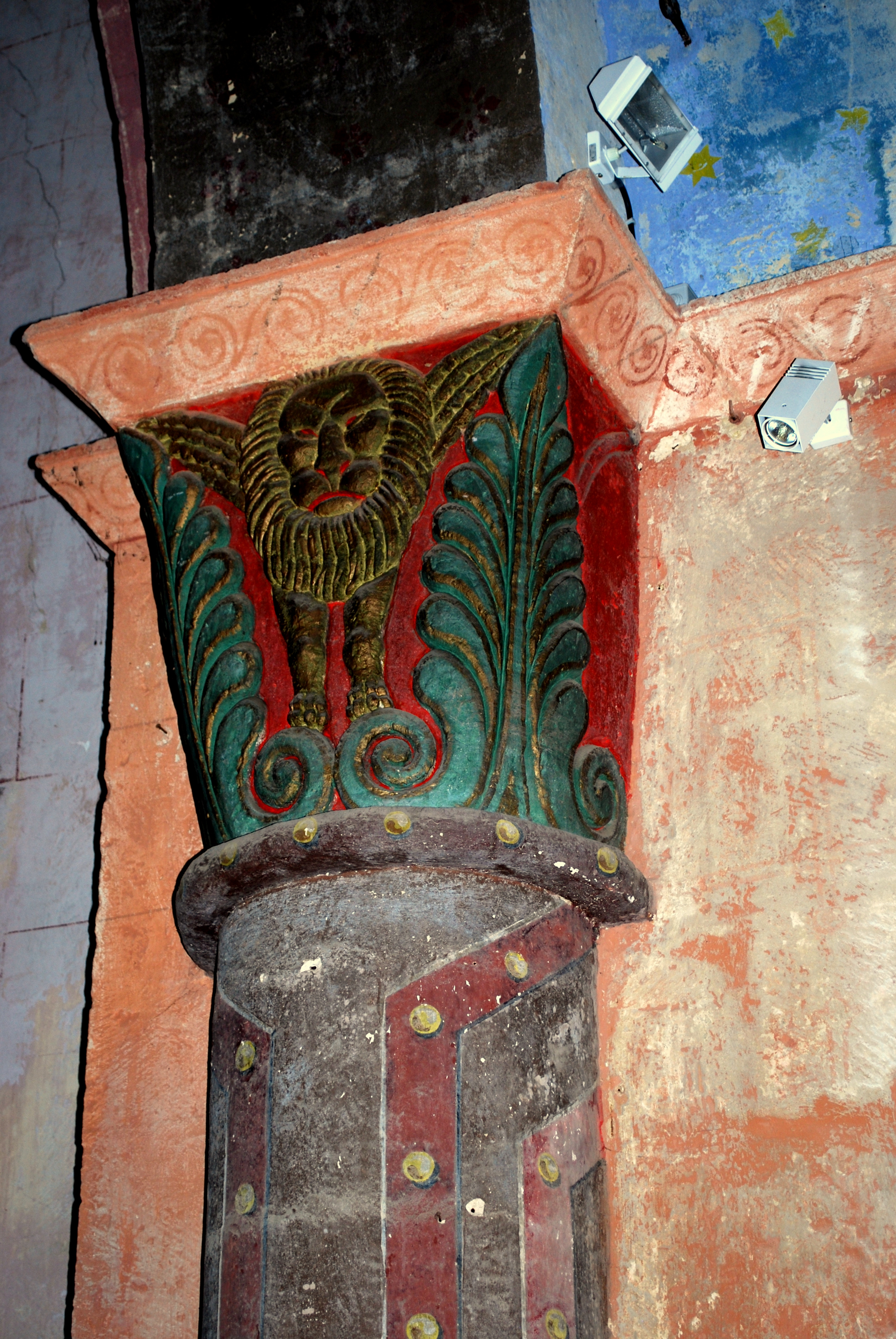
Le lion
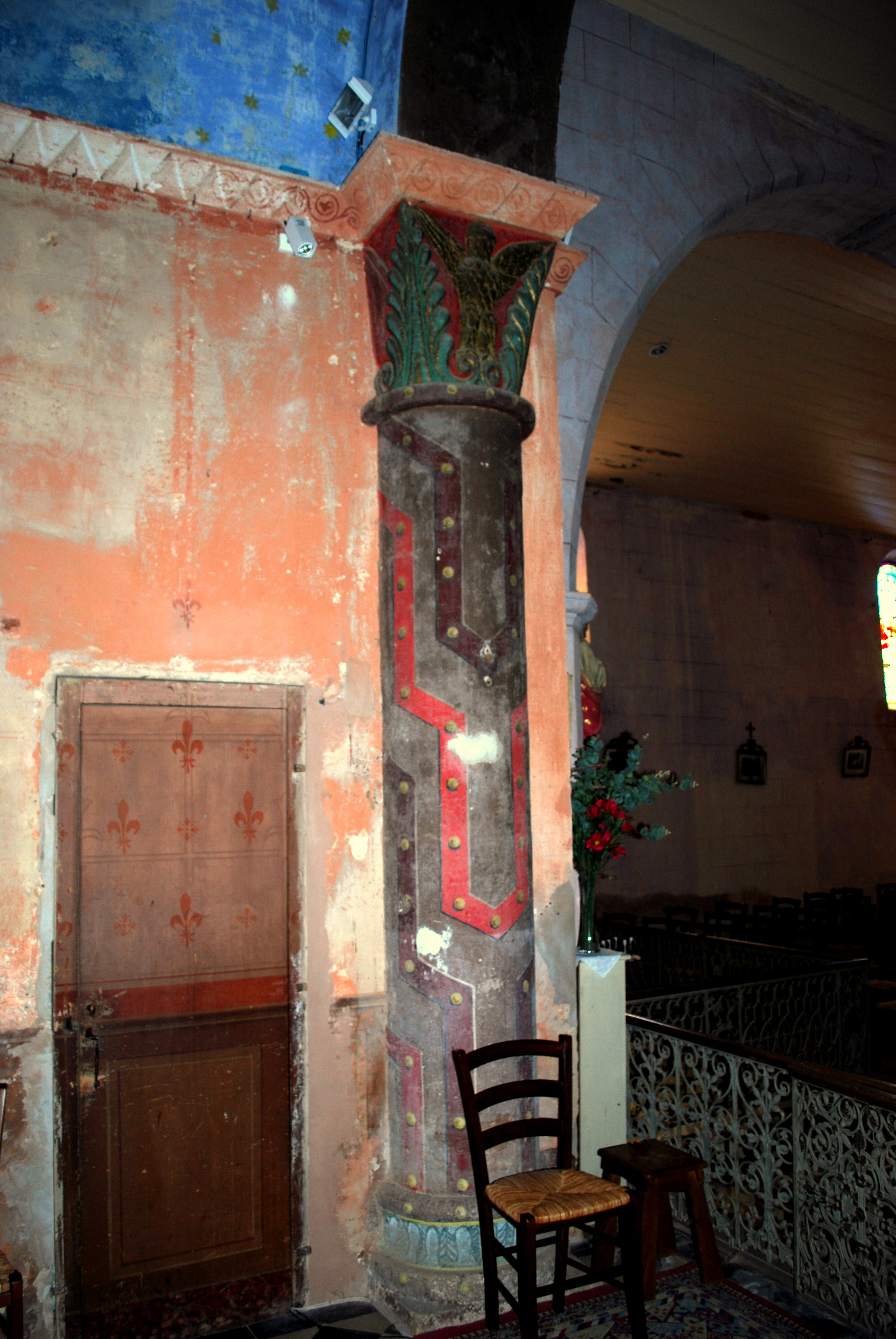
La colonne sud
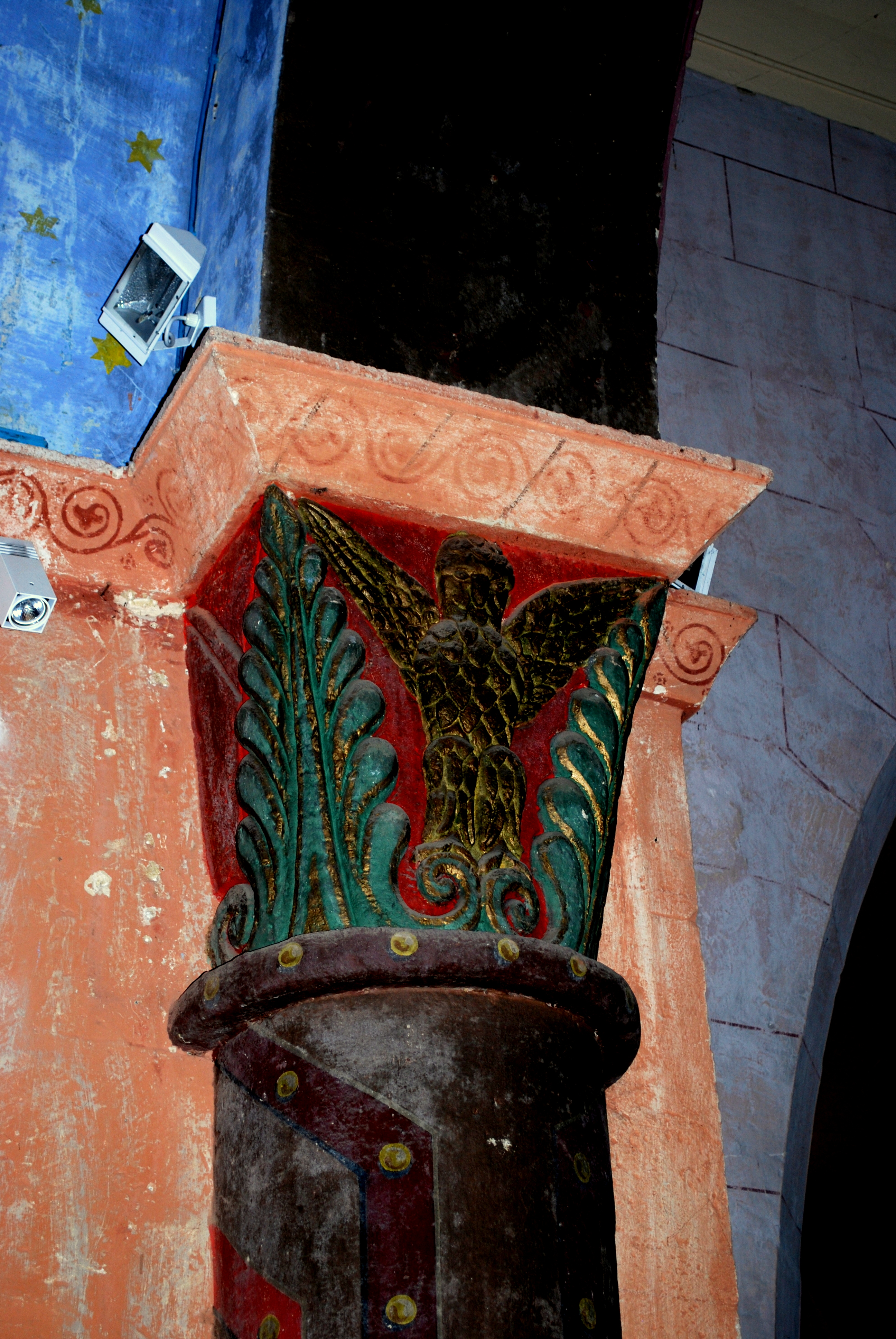
L'aigle

Les chapiteaux romans qui soutenaient l'arc triomphal ont été remplacés par des sculptures en plat-relief représentant un lion et un aigle, sans doute des emblèmes de saint Marc et de saint Jean.
Les baies du sanctuaire
Les ébrasures des trois baies sont décorées en trompes l’œil.
Les seuls chapiteaux romans conservés sont ceux de la baie axiale : des dragons, à têtes colombines, se désaltèrent à un calice au milieu des lianes grasses et feuillues.

La baie nord
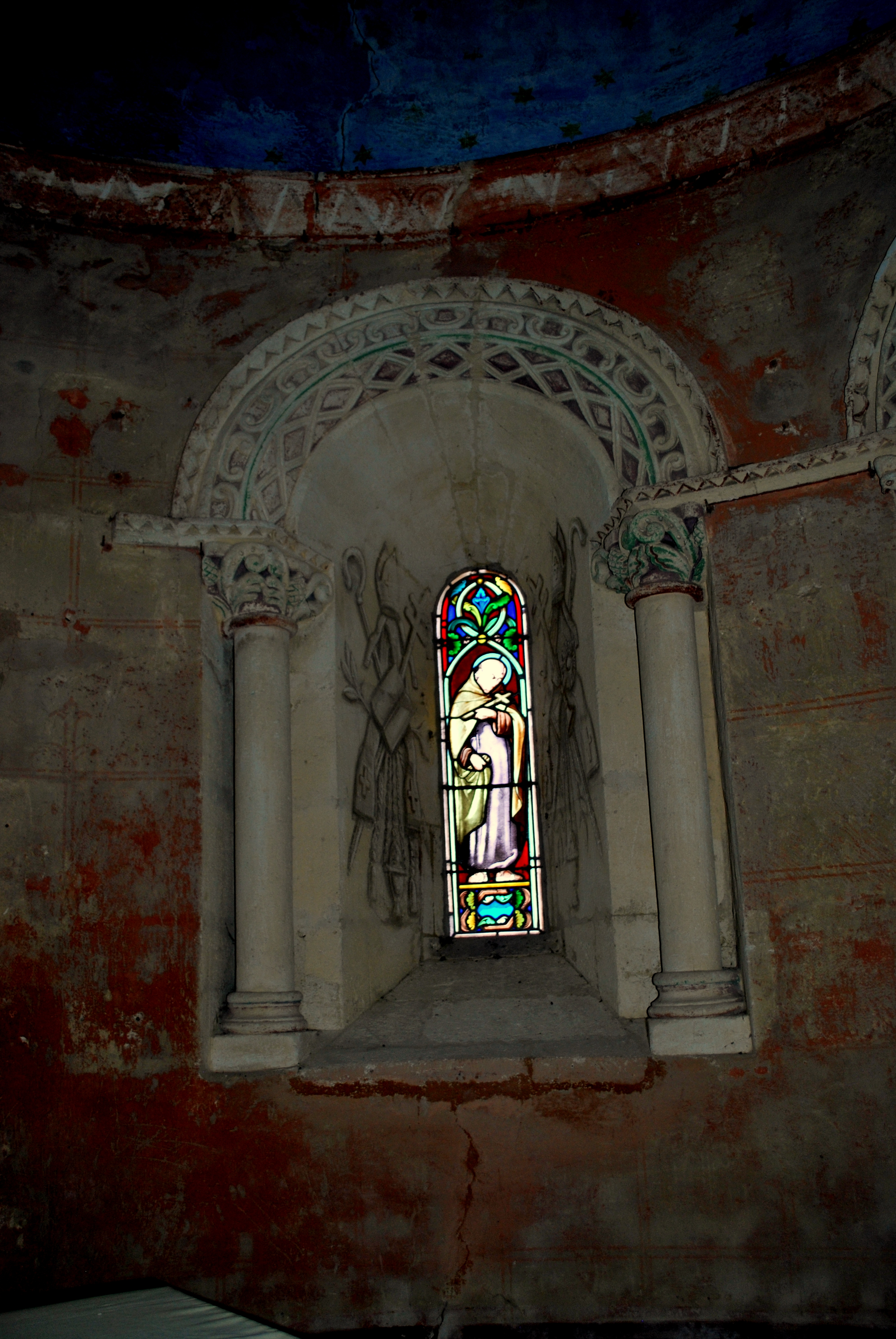
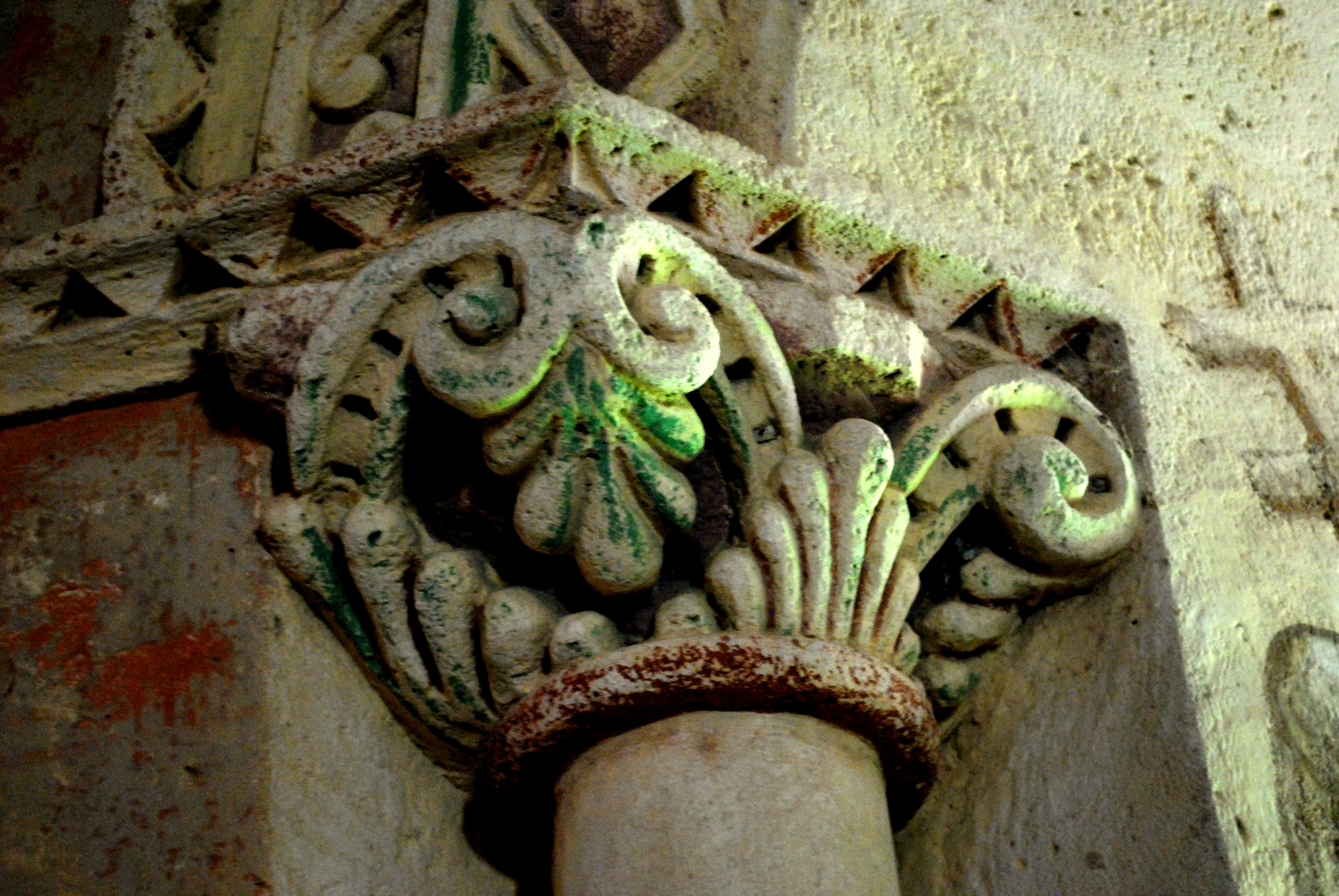
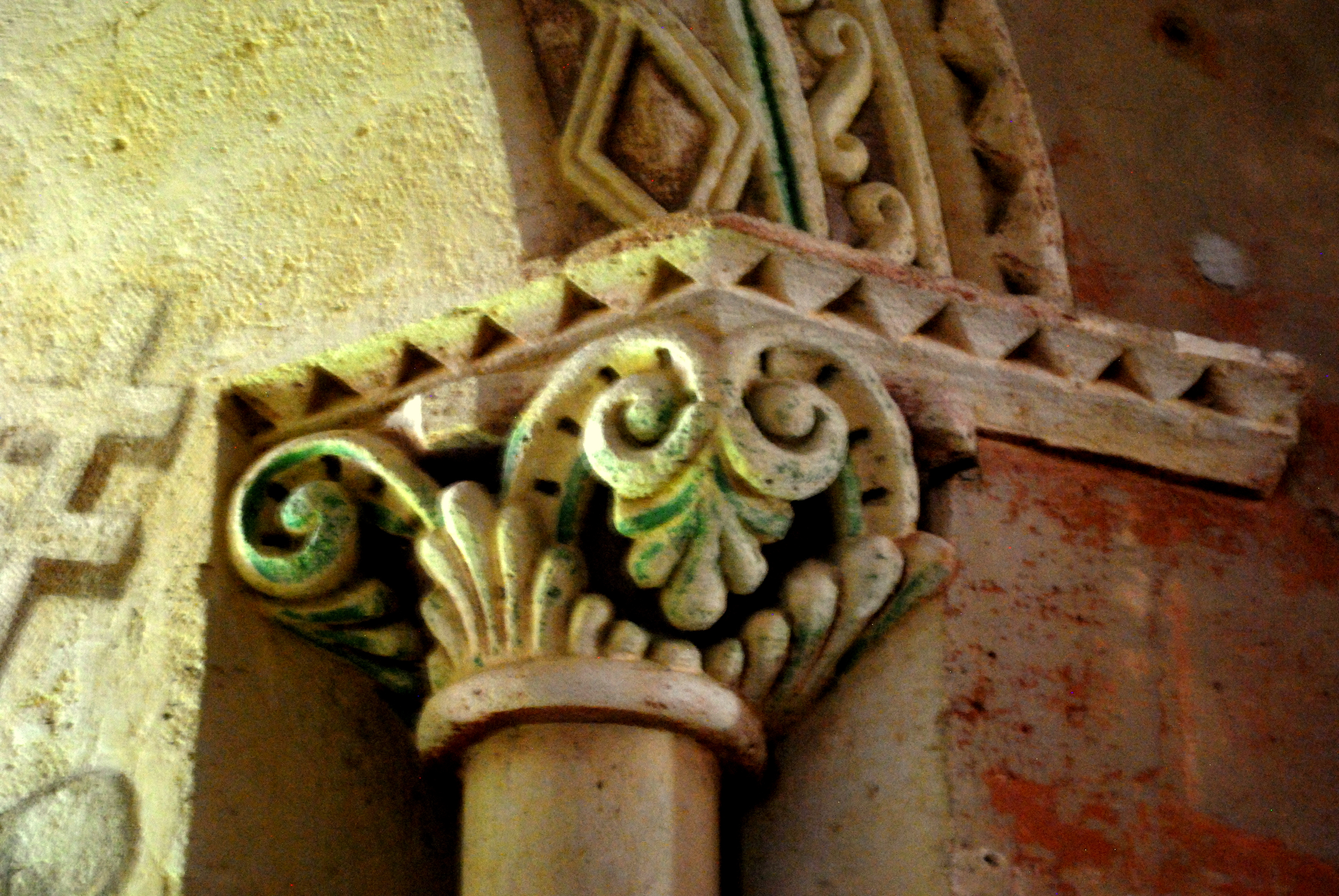
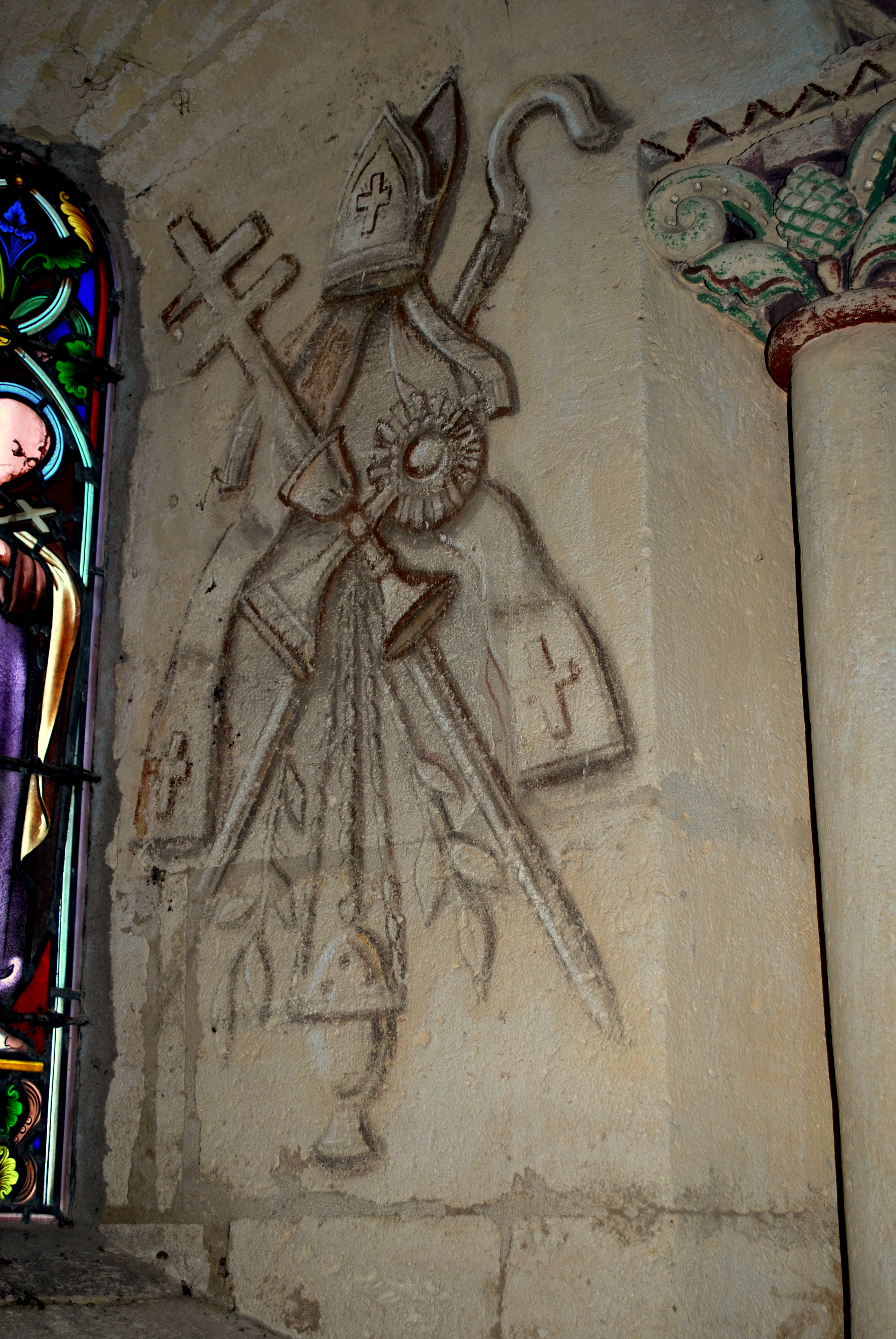
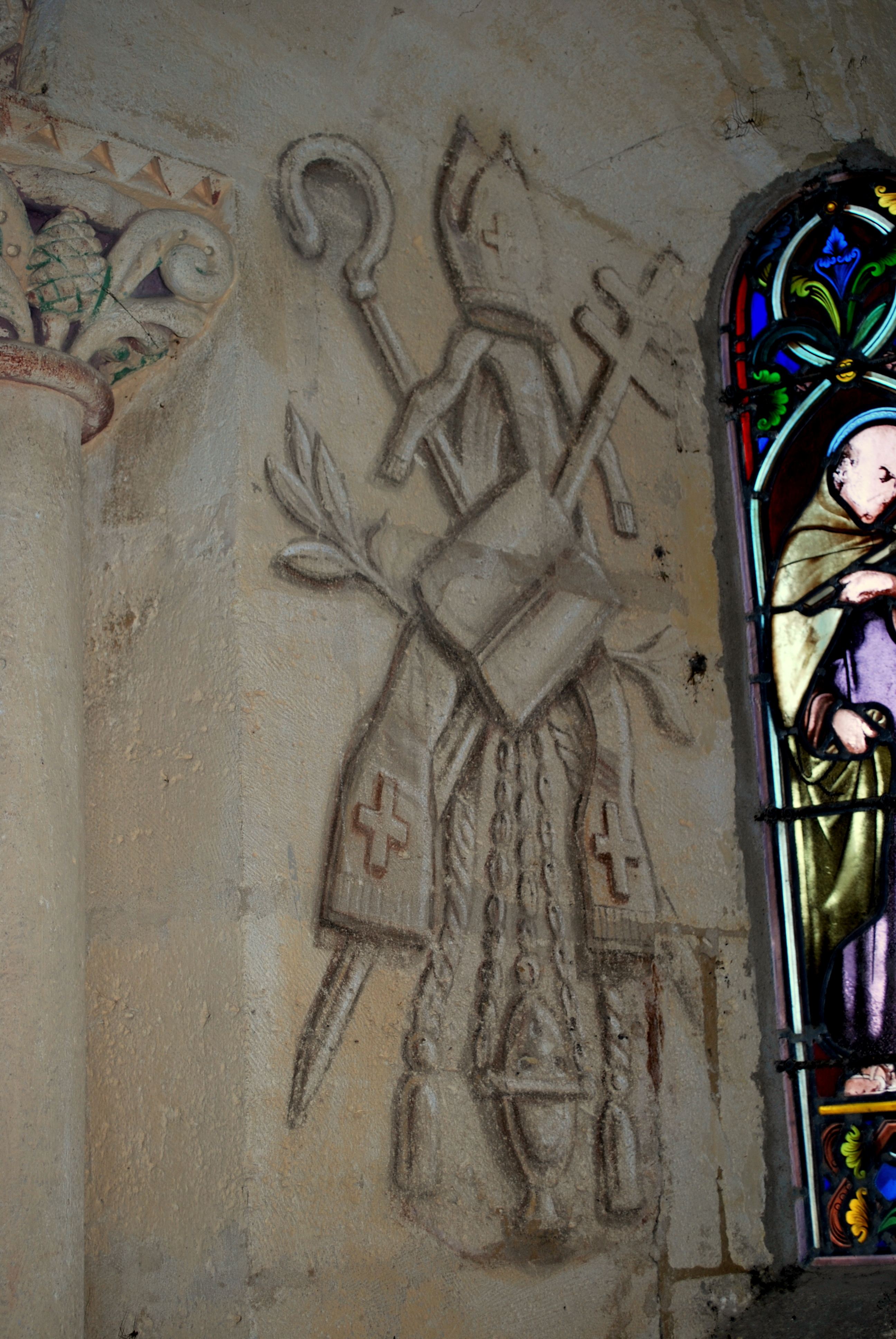

- La baie axiale

La baie sud
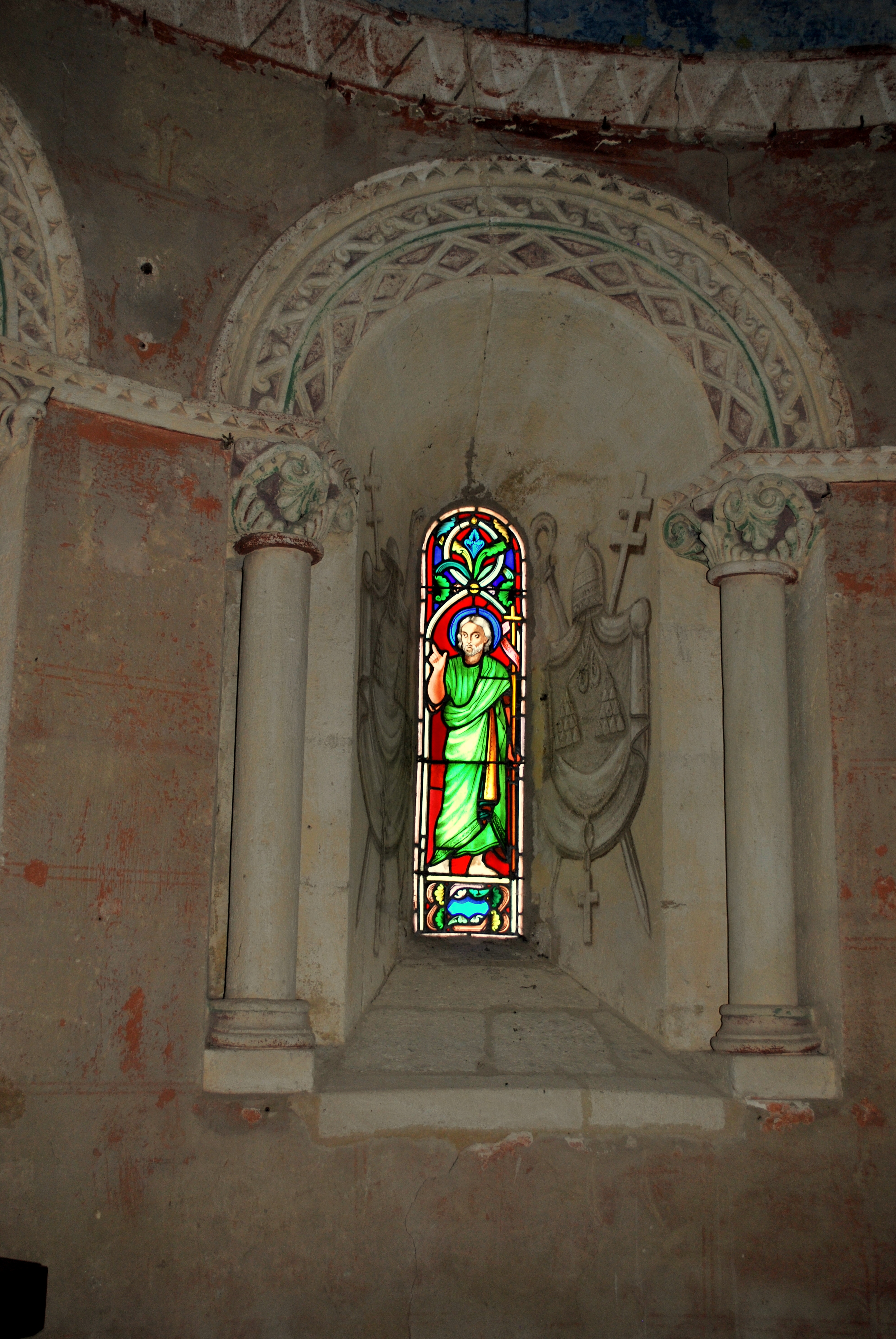
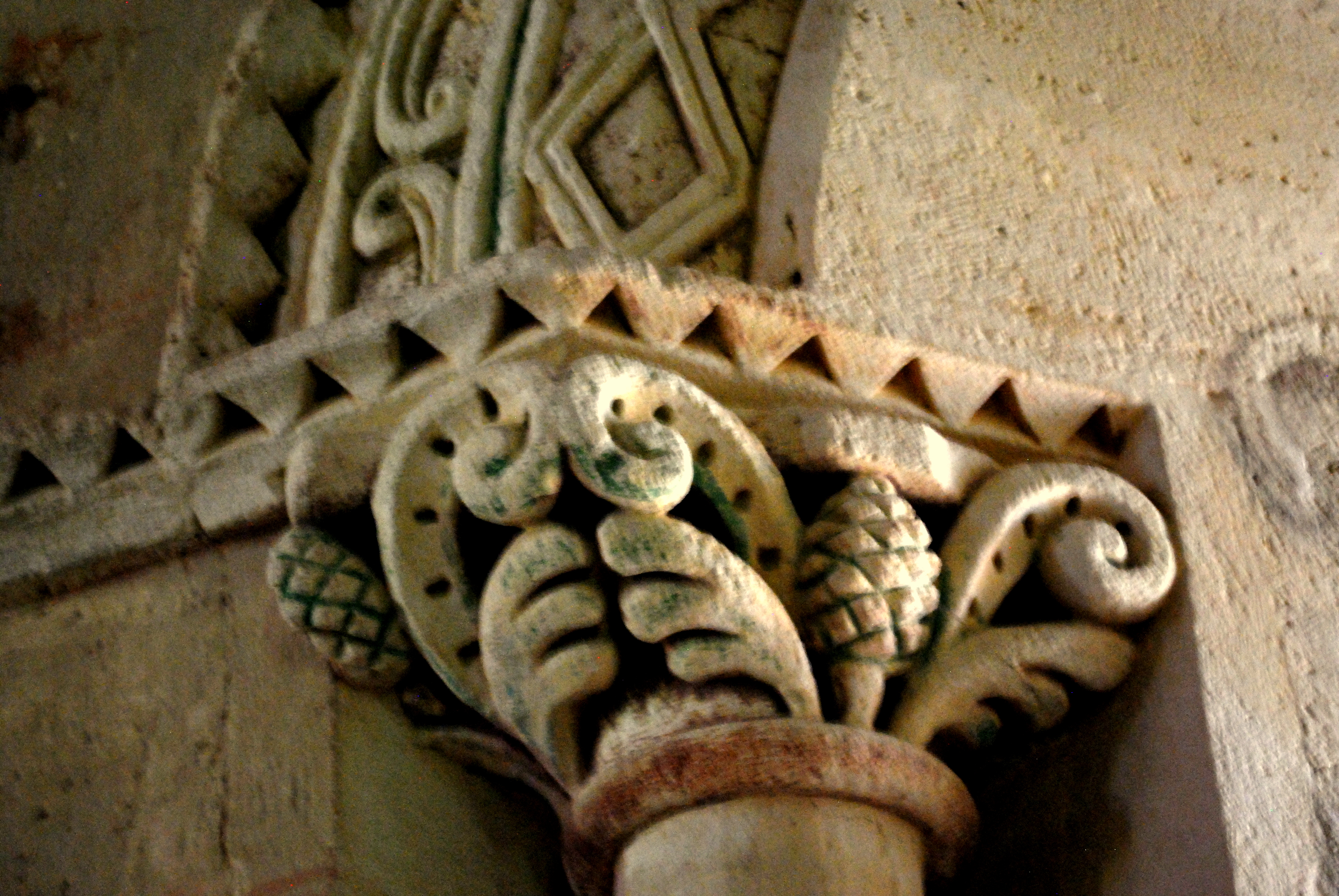
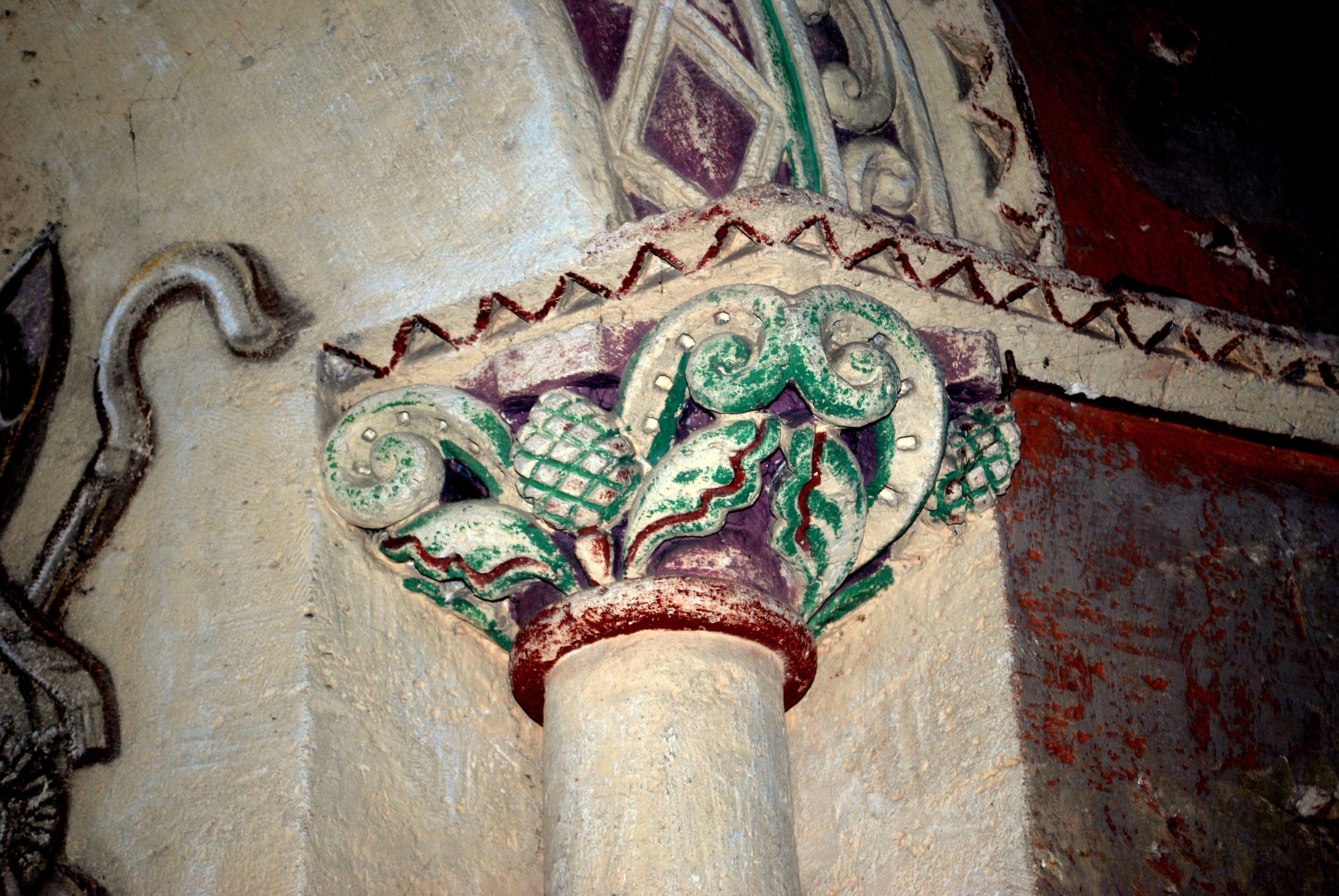
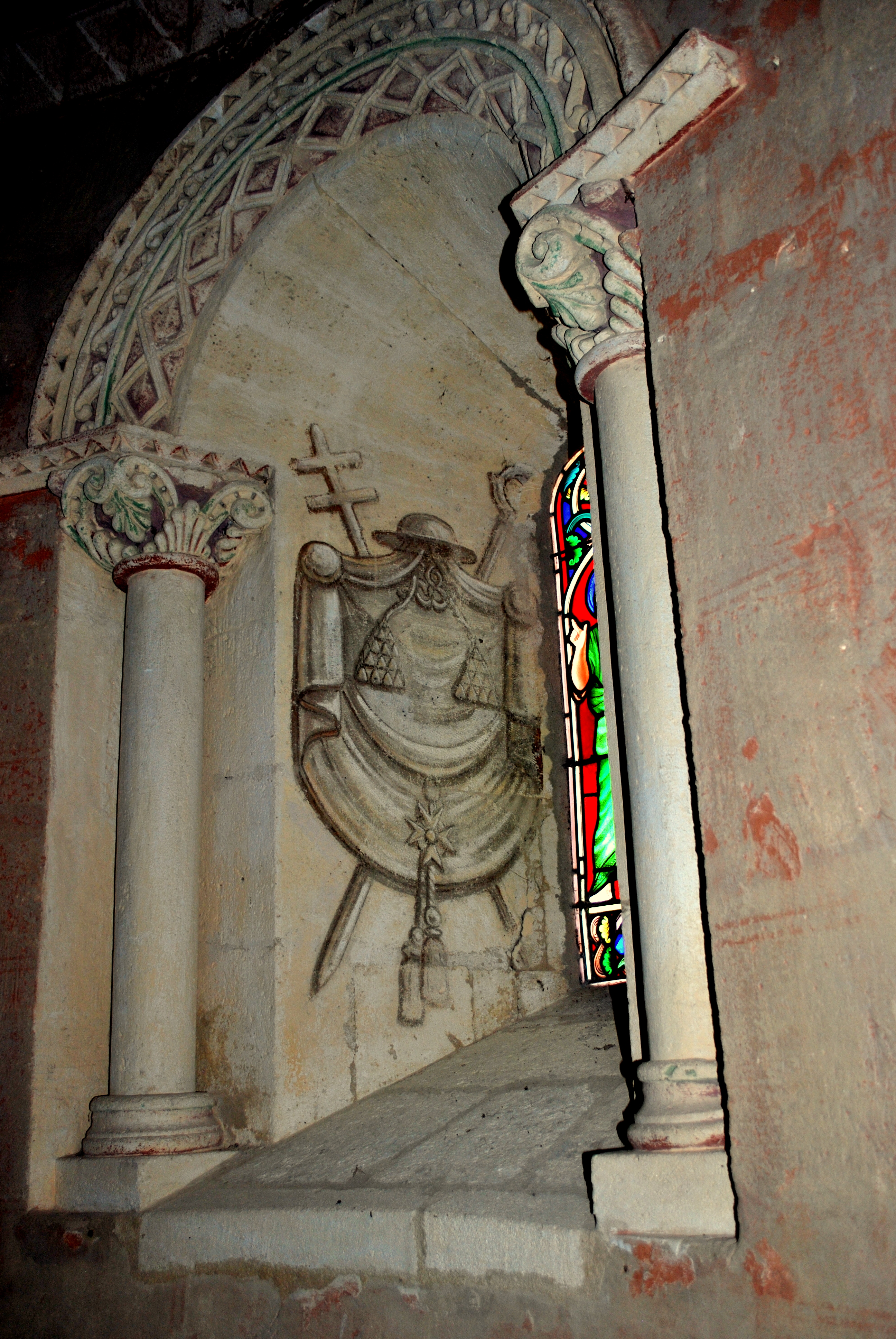
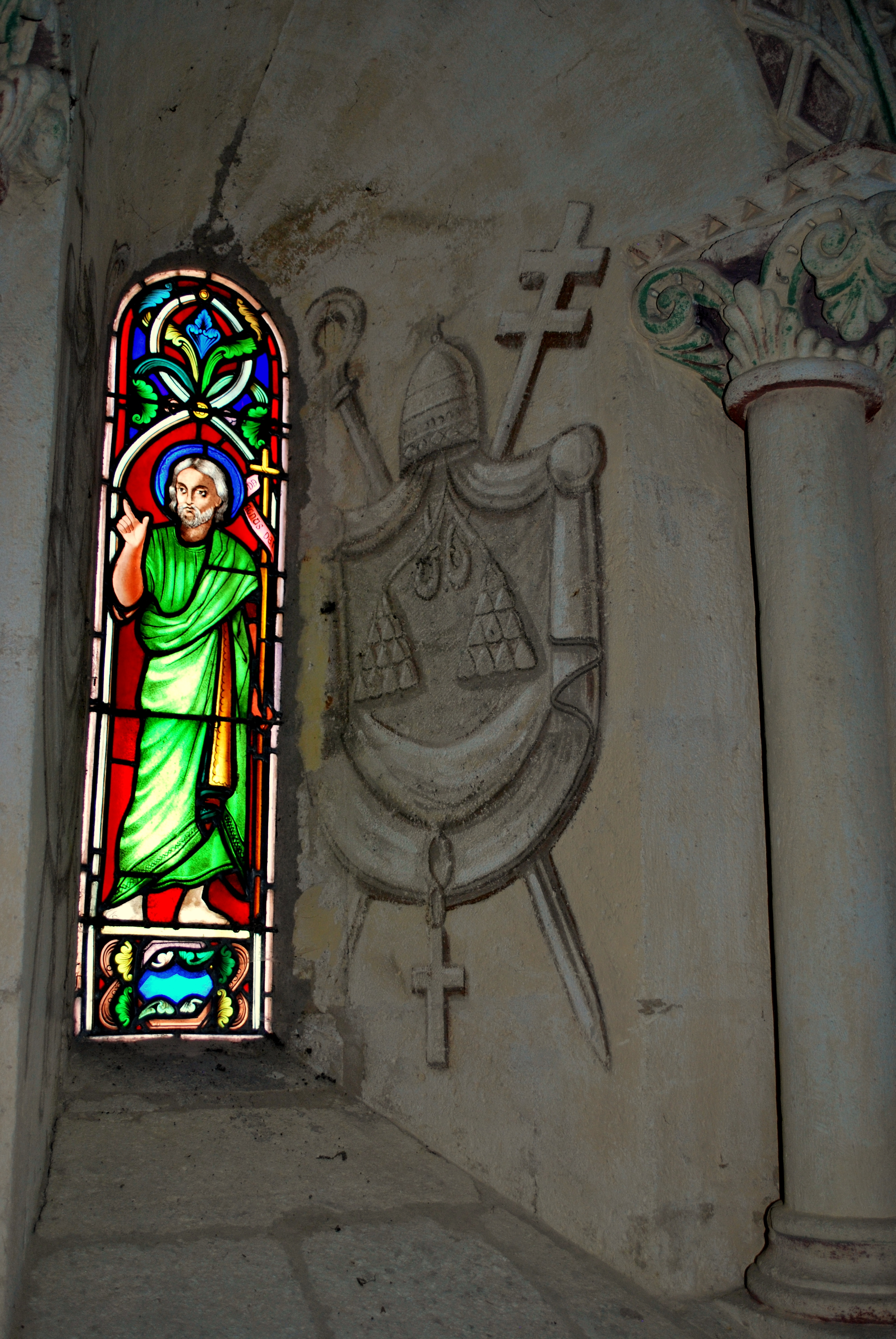

L'église est classée au titre des monuments historiques en 1907 pour ses portail et abside et inscrite en totalité en 1925.

## Iconographie romane de l'extérieur de l'église

### Le portail
Le portail roman, ouvrant sur la façade occidentale, est encadré de six colonnes engagées, ornées de chapiteaux. Cinq d'entre eux sont romans. Le sixième, le plus au nord, a été ajouté avec sa colonnette lors de la restauration de 1855. 
L'archivolte, soulignée de dents de scie, et les voussures, décorées de motifs géométriques, couronnent le tympan.
L'arc central, flanqué d'arcs de dimensions plus modestes, est surmonté d'une corniche, supportée par 15 modillons sculptés de figures humaines, de monstres et d'oiseaux.
Le tympan : Deux reliefs ont été remployés au centre du parement nu, une statuette de saint Pierre, tenant sa clef et le Livre qu'il serre contre sa poitrine. À côté, dans une niche, une Madone assise et portant Jésus. Le costume porté par Marie, avec ses larges manchettes est typiquement roman. Ce type de représentation est nommé Trône de Sagesse ou Sedes sapientiae. Une représentation semblable est visible dans l'église Notre-Dame d'Espiet.
Les chapiteaux du portail
Ébrasement nord, N1 : Des personnes recommandables.
Il y a trois personnages sur la corbeille : celui de gauche est un jeune clerc, aux cheveux crépus, qui esquisse une génuflexion, ses bras sont réunis en avant, mais ses mains ont disparu. Il est probable que les mains étaient jointes en prière.
Le personnage du milieu est un ecclésiastique de haut rang (par référence à sa tunique talaire et au pallium volant dans son dos). Il lève un doigt vers le ciel et sa bouche est bien ouverte. Il prêche la bonne parole.
Le troisième personnage, en tunique courte est ailé. Cet angelot tient le Livre contre sa poitrine et il tient solidairement avec l'ecclésiastique, un sceptre fleuri, qui, dans ce contexte, pourrait être un symbole de l'arbre de vie.
Ébrasement nord, N2 : Le souffle de Satan.
On voit deux jeunes clercs en tunique et une fauve contourné qui chuchote dans l'oreille de celui de droite. Le jeune homme de gauche a saisi le bras de son voisin et a mis sa main droite vers le bas-ventre de son compagnon. L'apparente victime semble résister avec sa main droite, mais accepte avec sa main gauche le désir.
Dans les milieux ecclésiastiques, qui exigeaient la chasteté, ce scénario était fréquentent représenté dans le but de dramatiser les risques des étreintes impures et coupables. Les constitutions monastiques étaient unanimes : « Que nul ne prenne la main de l'autre, ni quelque autre partie de son corps ».
Les deux chapiteaux sont complémentaires : l'exemple et le contre-exemple. La leçon est claire : il y a deux voies, l'une de la vie, l'autre de la mort. Sur un chapiteau, l'ange de Dieu, sur l'autre, une créature de Satan.

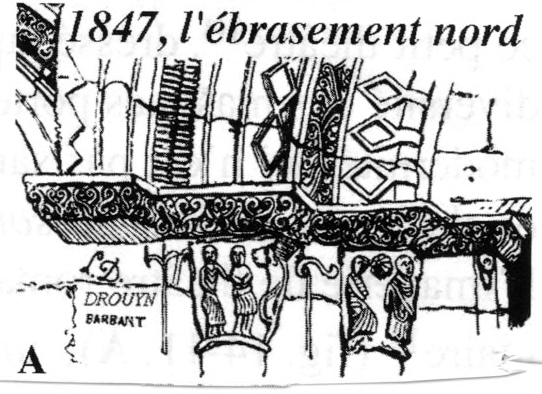
Dessin de Léo Drouyn, détail de l’ébrasement nord du portail

Ébrasement nord, N3 : Un lion
Le chapiteau et sa colonnette ne sont pas romans. Ils n'existaient pas en 1847 (d'après un dessin de Léo Drouyn). Cette contrefaçon néo-romane date de la restauration du XIXe siècle.
Il représente deux lions et est sans rapport avec les leçons de moralité des autres chapiteaux du portail.
Ébrasement sud, S1 : La sirène et la Tentation.
Au centre de la corbeille une sirène dévêtue se tient agenouillée sur les croupes de deux lions adossés. Les deux lions, unis par leurs queues sagittées et entrelacées la regardent. On voit le fruit sphérique de la tentation entre leurs mâchoires.
La sirène tient au-dessus de sa tête le voile qui masquait son intimité, à la façon des bacchantes, et un oiseau l'a saisi par le bec. L'oiseau tient entre ses griffes deux fruits sphériques (malum) de la tentation.
Symétriquement, une pomme de pin, symbole paradisiaque autant que dionysiaque, parachève cette galerie de la symbolique de la luxure.
Ébrasement sud, S2 : Rixe entre trois hommes.
Il semble que le personnage du milieu a été pris à partie par les deux autres hommes. L'homme de gauche tien une masse et a l'intention d’assommer sa victime. L'homme de droite se laisse traîner par la barbe. Il est possible que la corbeille soit une illustration de l'un des deux vices, la Colère ou la Discorde. Cependant, on trouve une corbeille presque identique à l'église Saint-Martin de Léognan, où la représentation est censée être le martyre de saint Eutrope ! 
Ébrasement sud, S3 : Des quadrupèdes.
La corbeille est aujourd'hui très érodée. La description suivante doit beaucoup à Léo Drouyn, qui l'a vue en 1846.
Deux quadrupèdes, aux cous distendus et enchevêtrés, s'étalent sur la quasi-totalité du chapiteau. L'un est un canidé, tirant la langue et sa queue sexuée fait un réseau complexe de nœuds et de torsades. L'autre animal a une tête simiesque. Un jeune moine tient la queue du monstre de ses deux mains et la soulève.
Ce geste de soulèvement de la queue était presque exclusivement réservé à la représentation d'un luxurieux et à ceux que l'on voulait ridiculiser dans les charivaris.
La facture de ce chapiteau diffère des quatre chapiteaux romans. Il n'est ni de la même main, ni de la même époque.

### Les modillons de la façade ouest
Un ensemble modillonnaire décore la façade et le chevet. Actuellement, il y a 15 modillons sur la façade. En 1847, on voyait des  « sujets obscènes ». Lors de la restauration de 1856, un certain nombre de modillons ont été remplacés. Aujourd'hui, il subsiste seulement deux modillons que les observateurs du XIXe siècle auraient qualifiés d'obscènes : un exhibitionniste anal et un homme, à l'origine, ithyphallique. Ils sont sous la corniche de l'abside. (Voir l'article Iconographie des modillons romans pour plus de détails).
Sur la façade, on voit un musicien, un caladrius, un lion. Ils sont certainement romans et ils étaient toujours associés avec des modillons illustrant la luxure. Ces derniers étaient souvent des représentations très crues et ils ne sont plus représentés sur la façade.

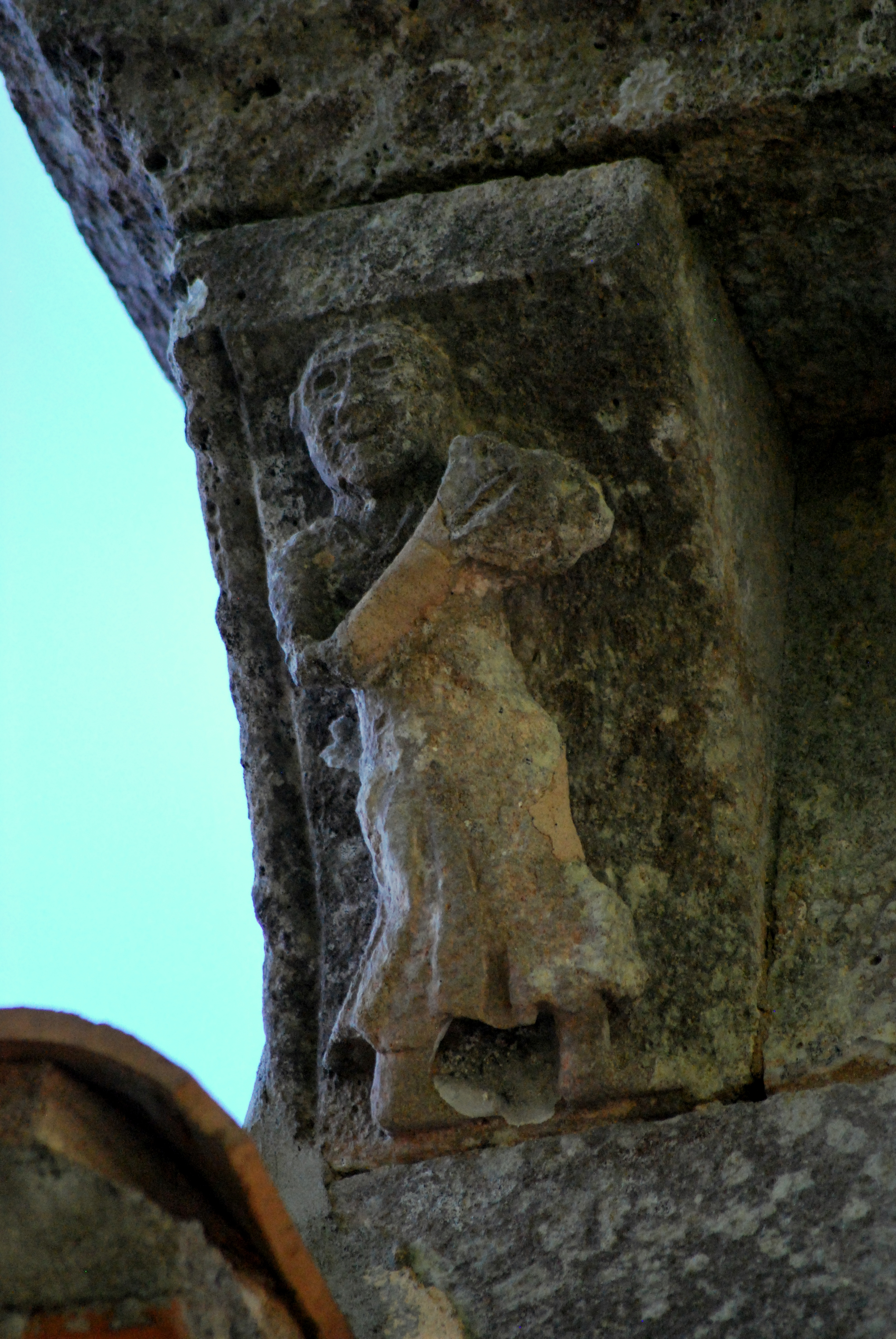
Musicien
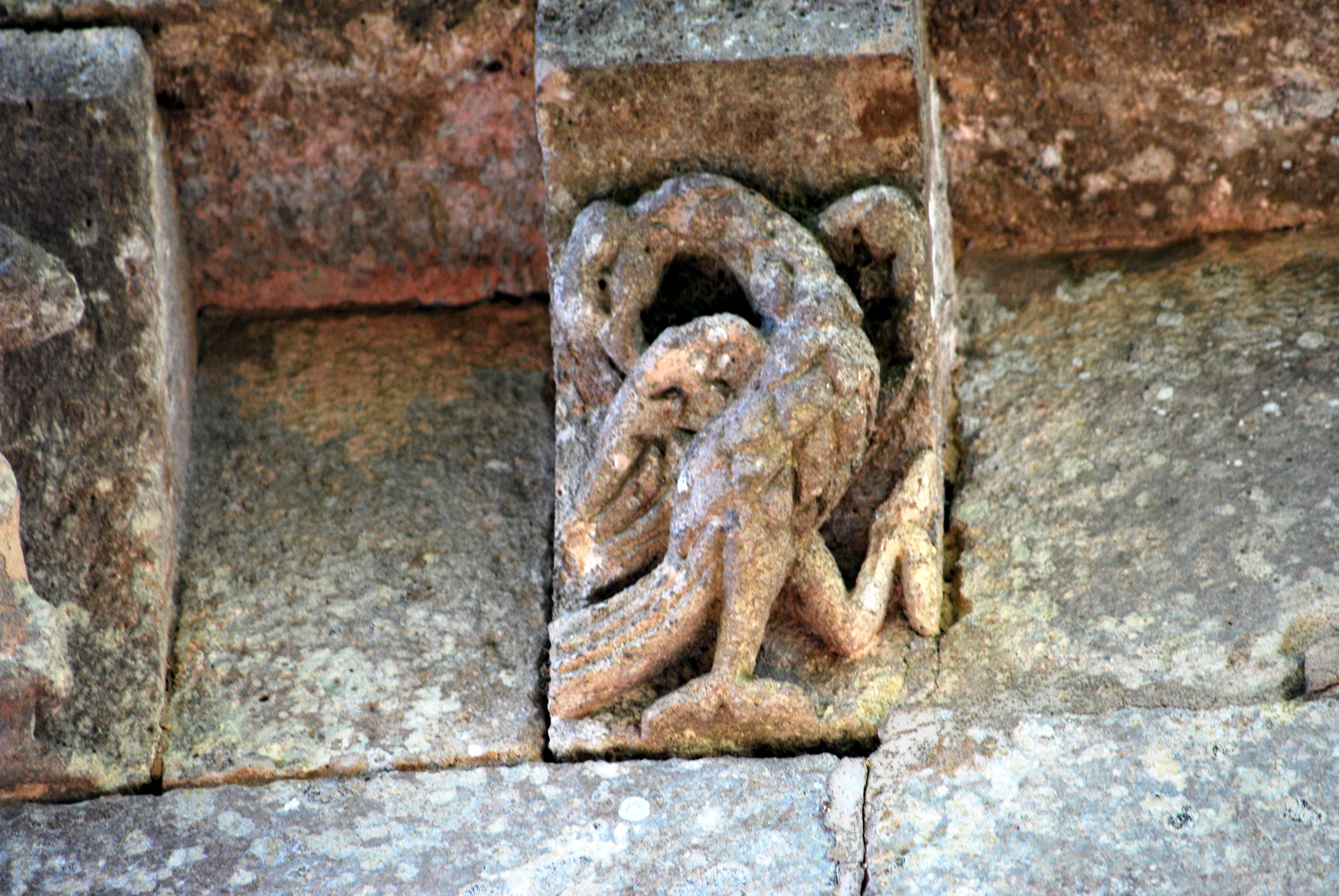
Caladrius
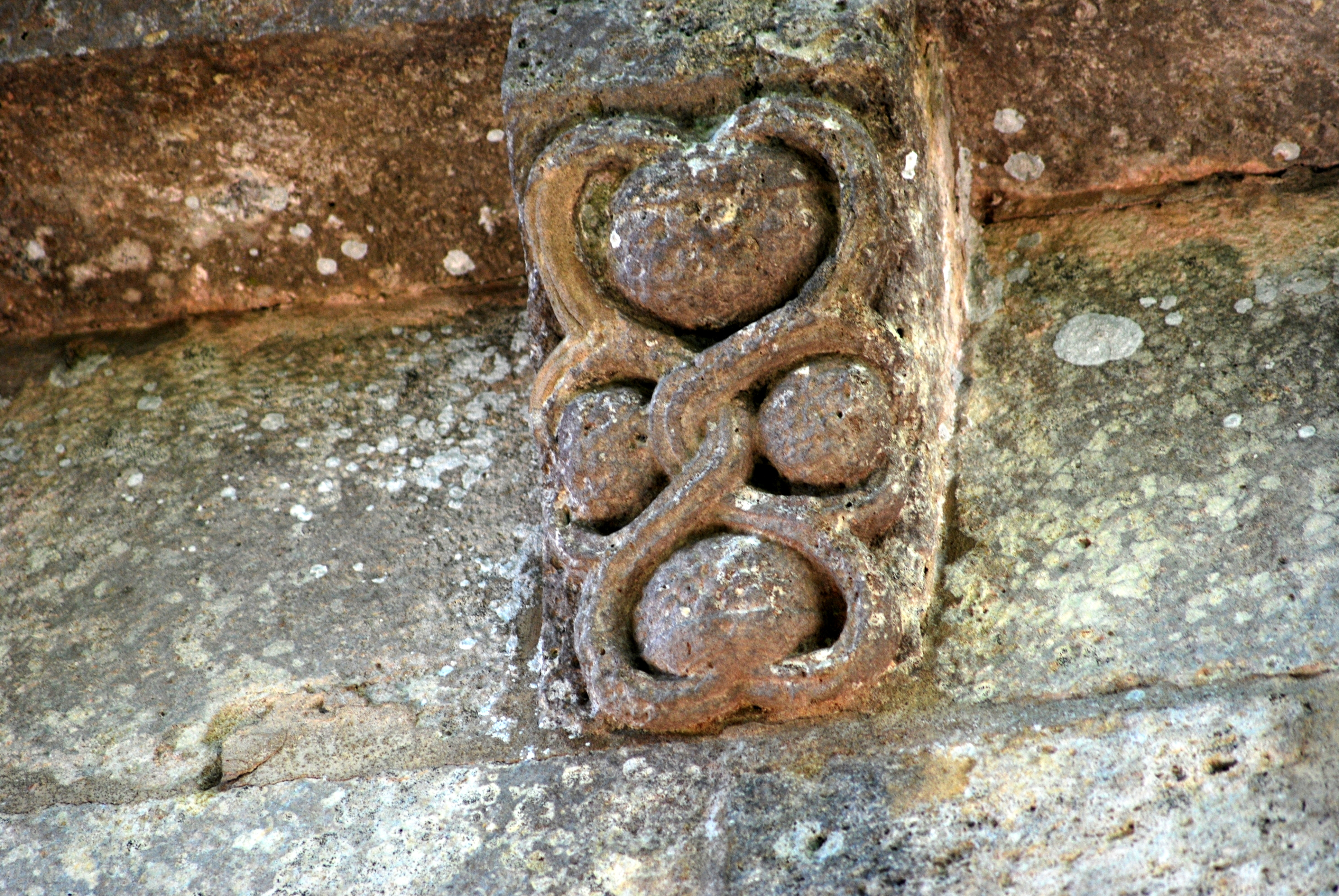
Entrelacs et fruits
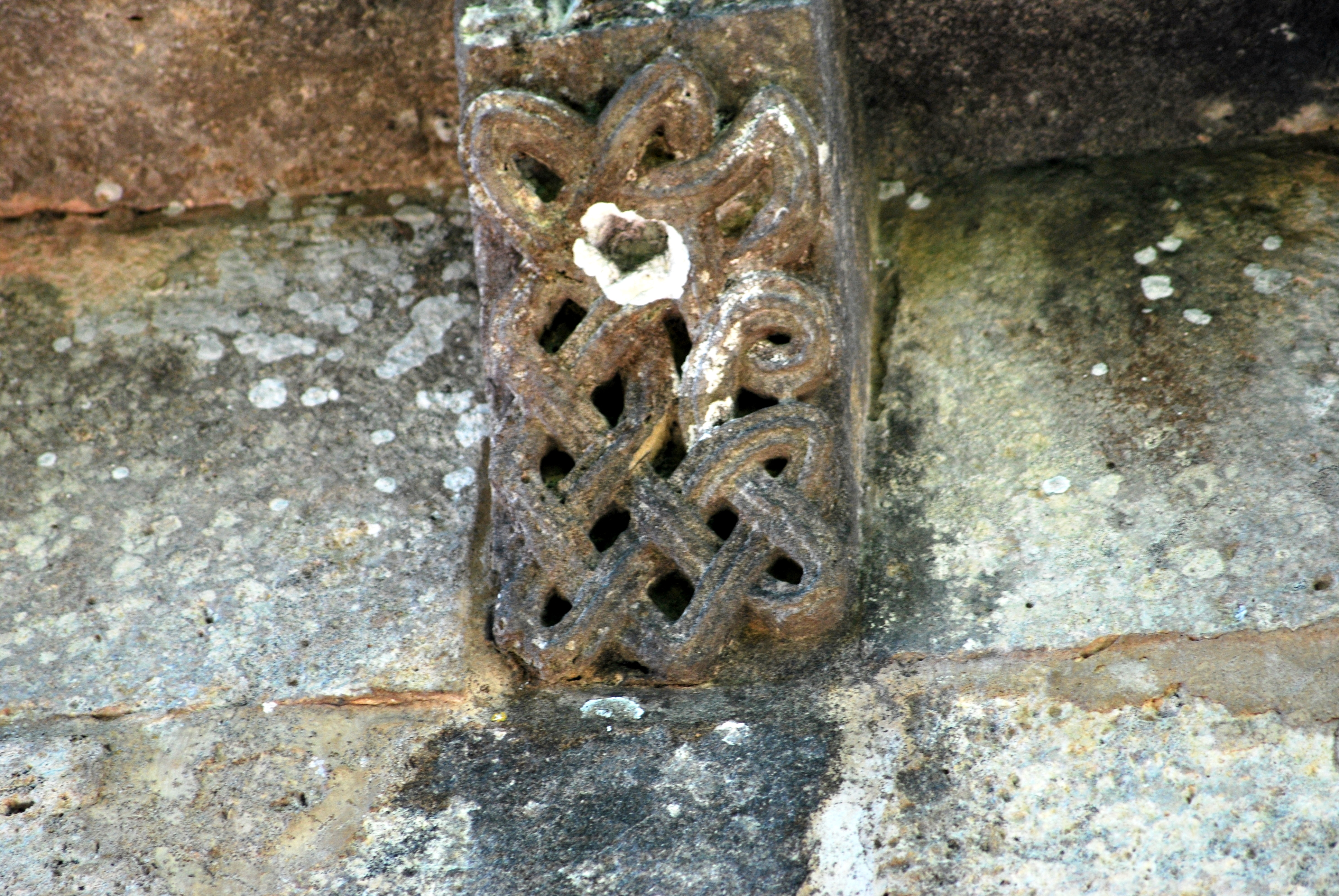
Entrelacs
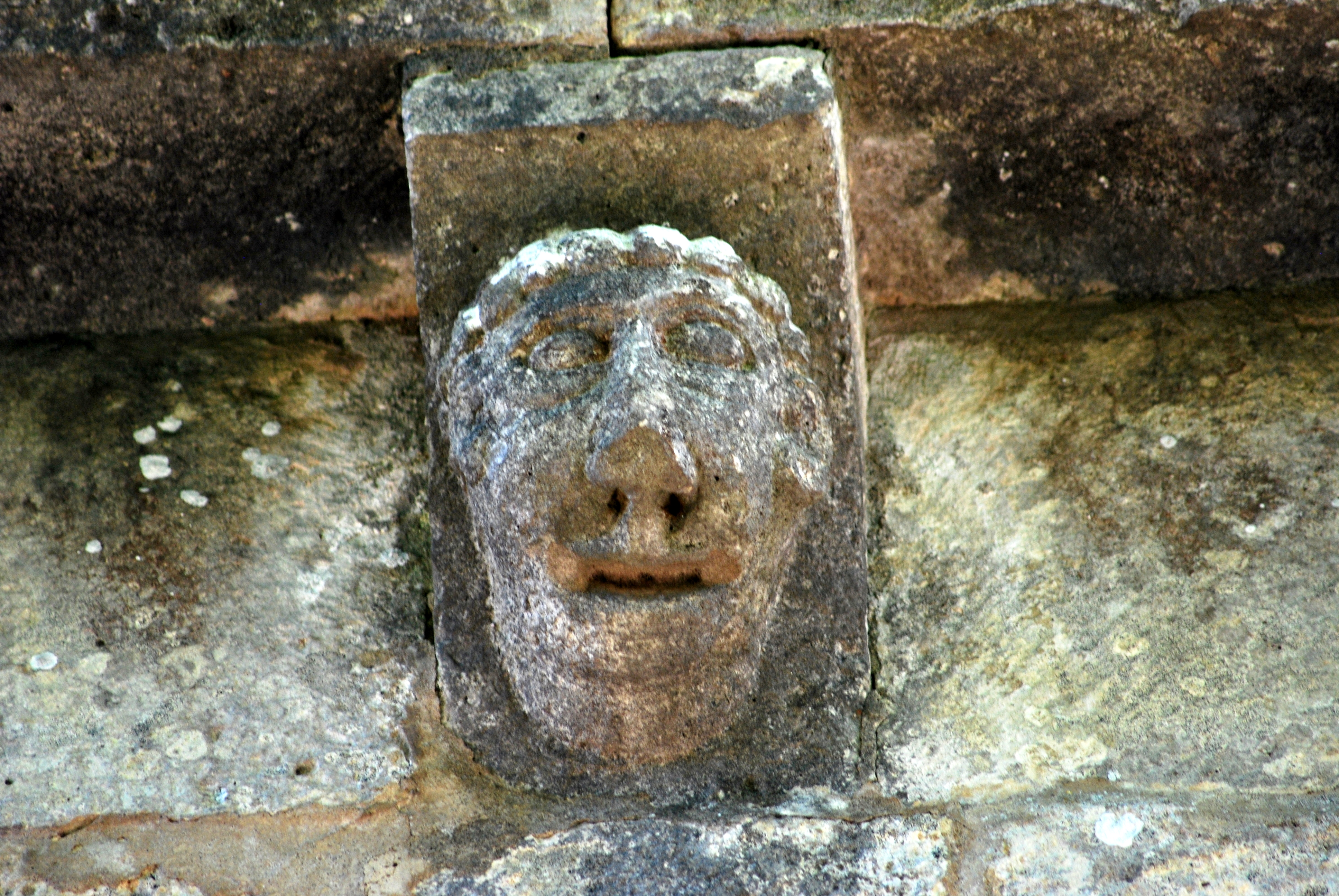
Homme criant
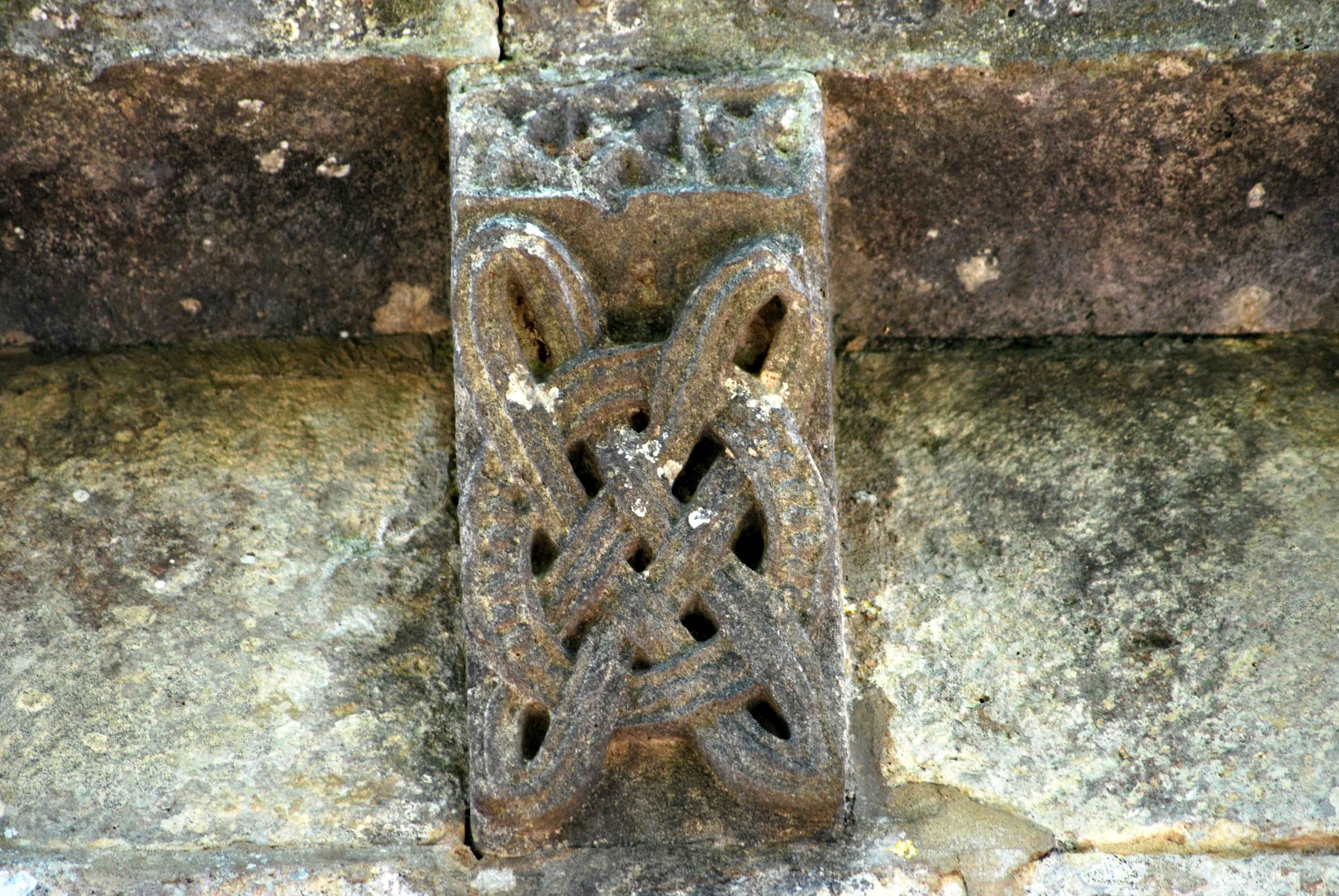
Entrelacs
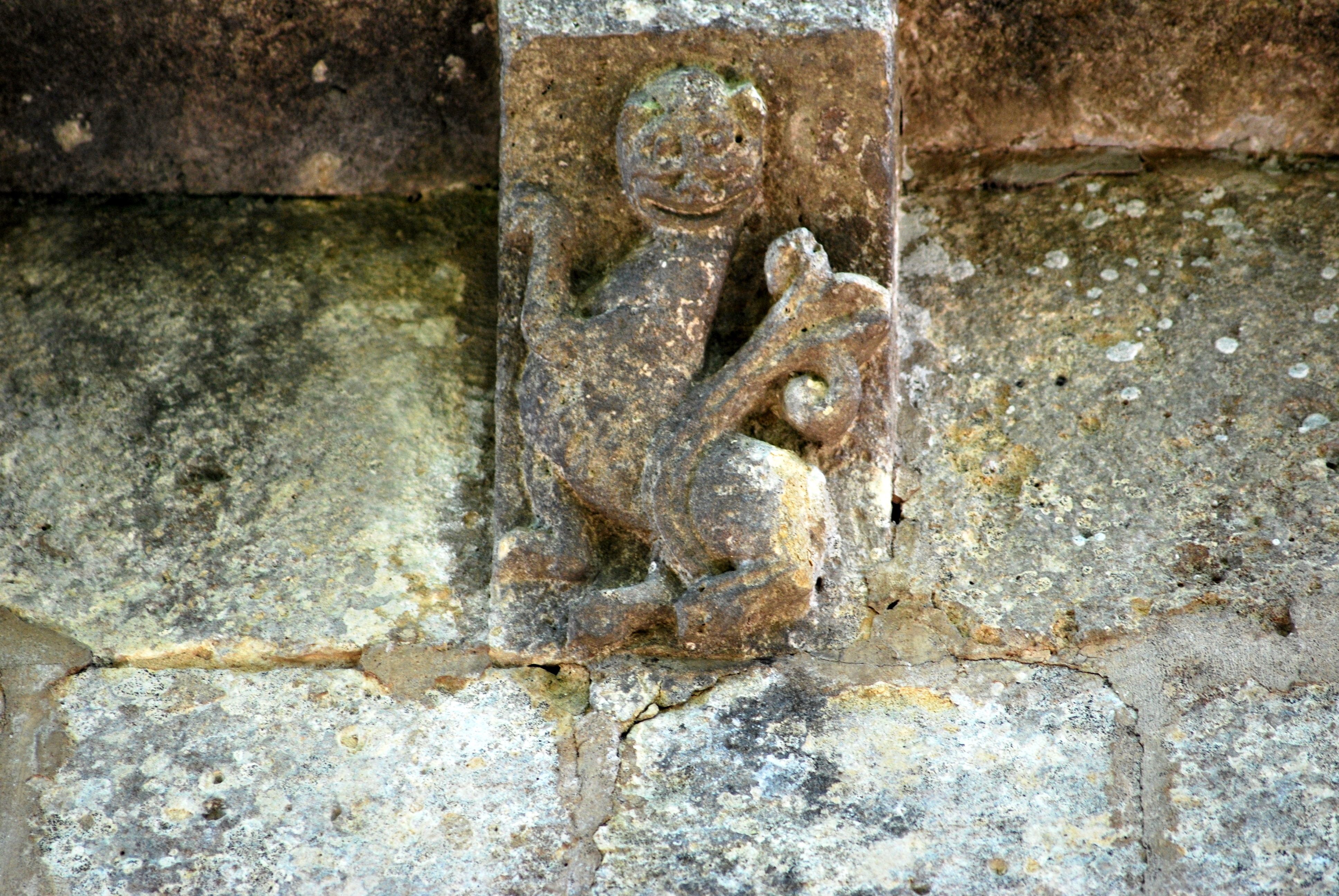
Lion
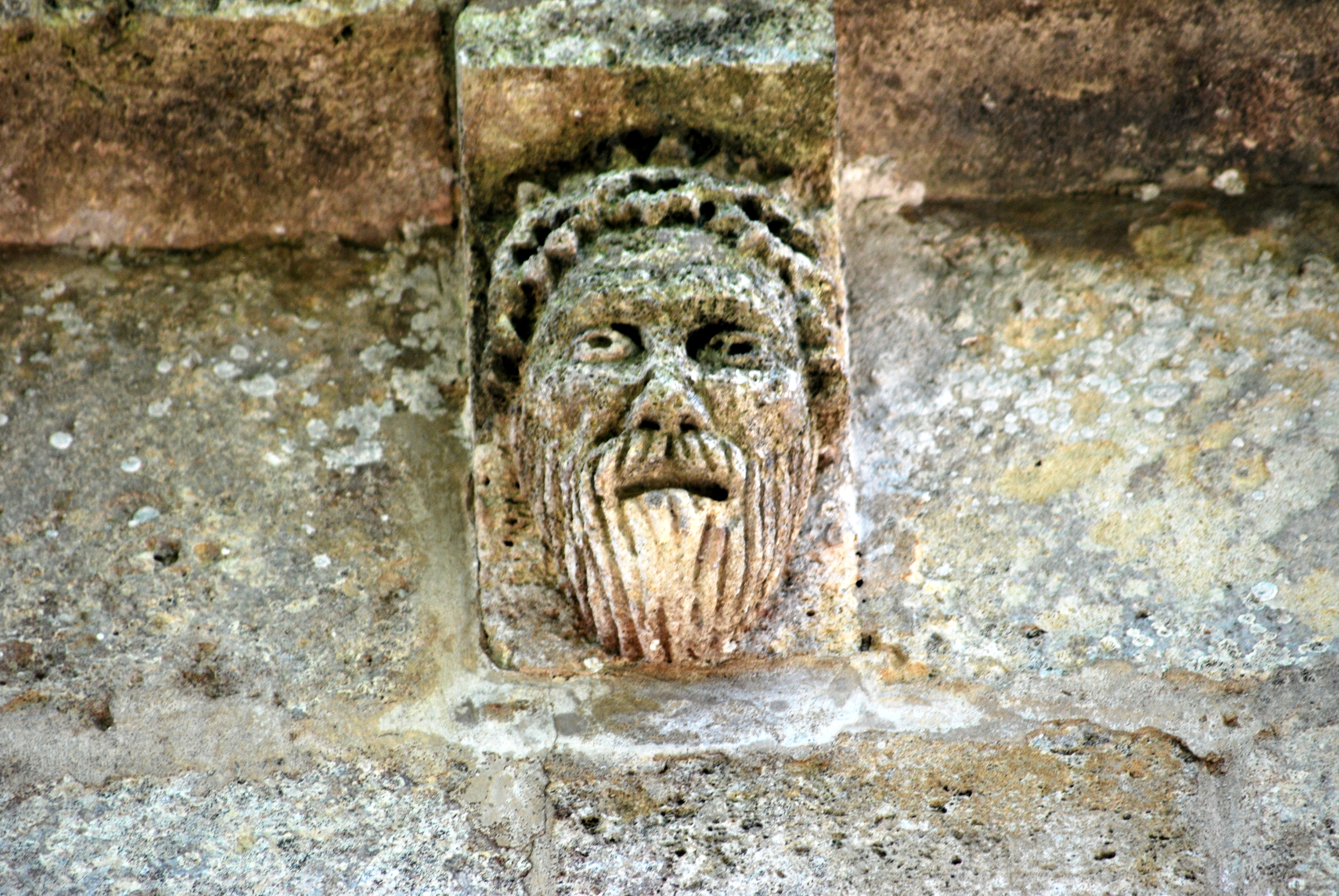
Homme paisible
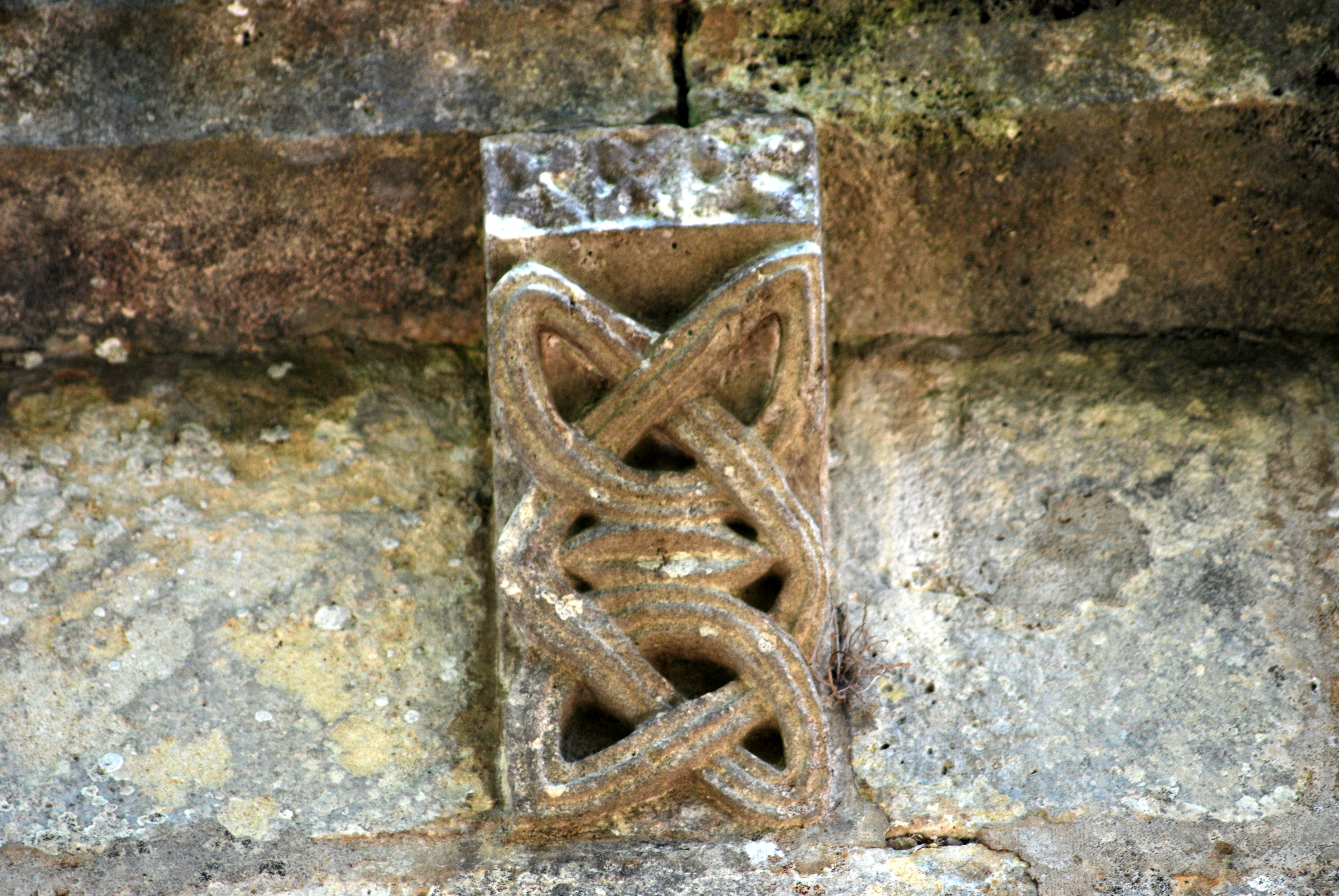
Entrelacs
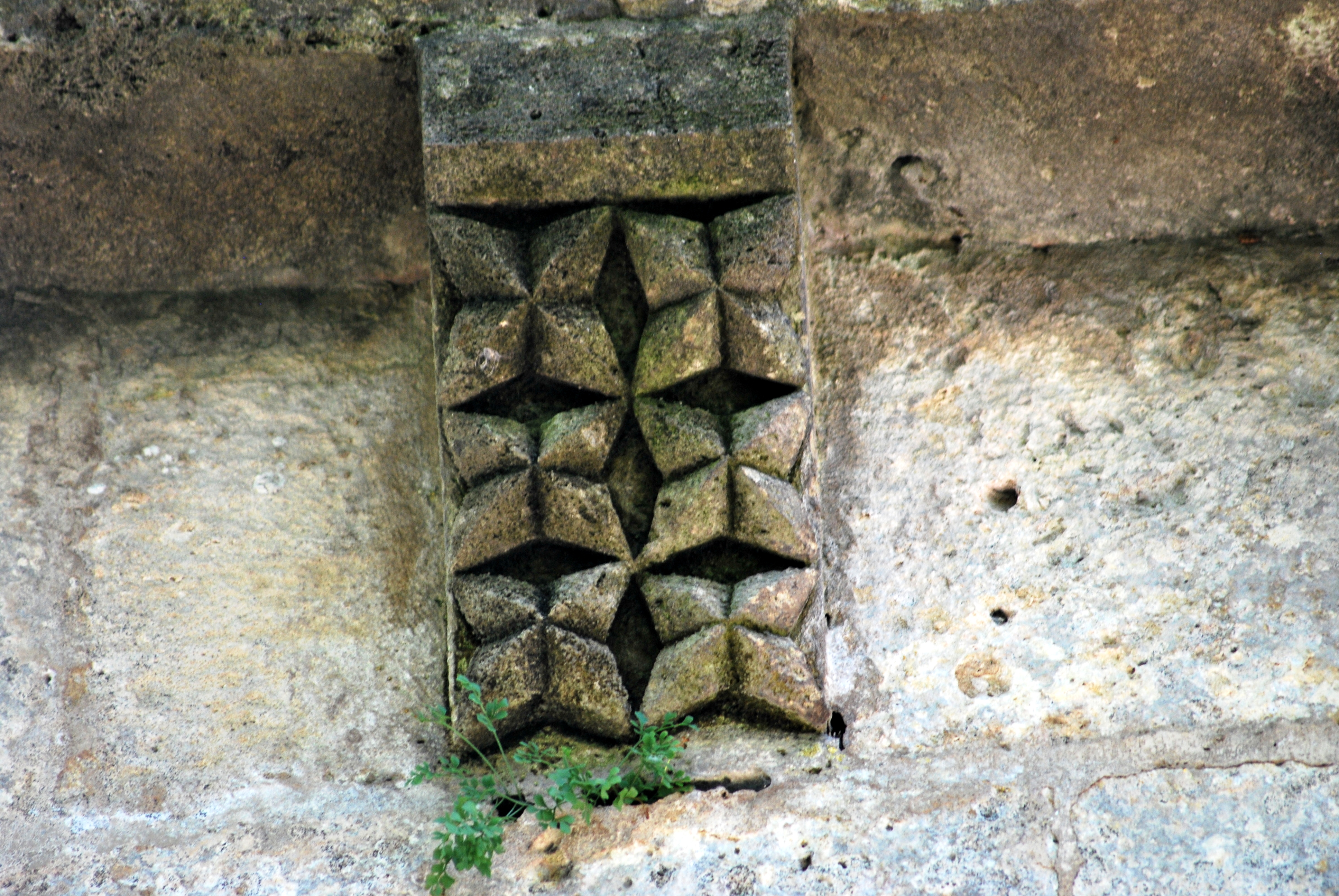
Pointes de diamant
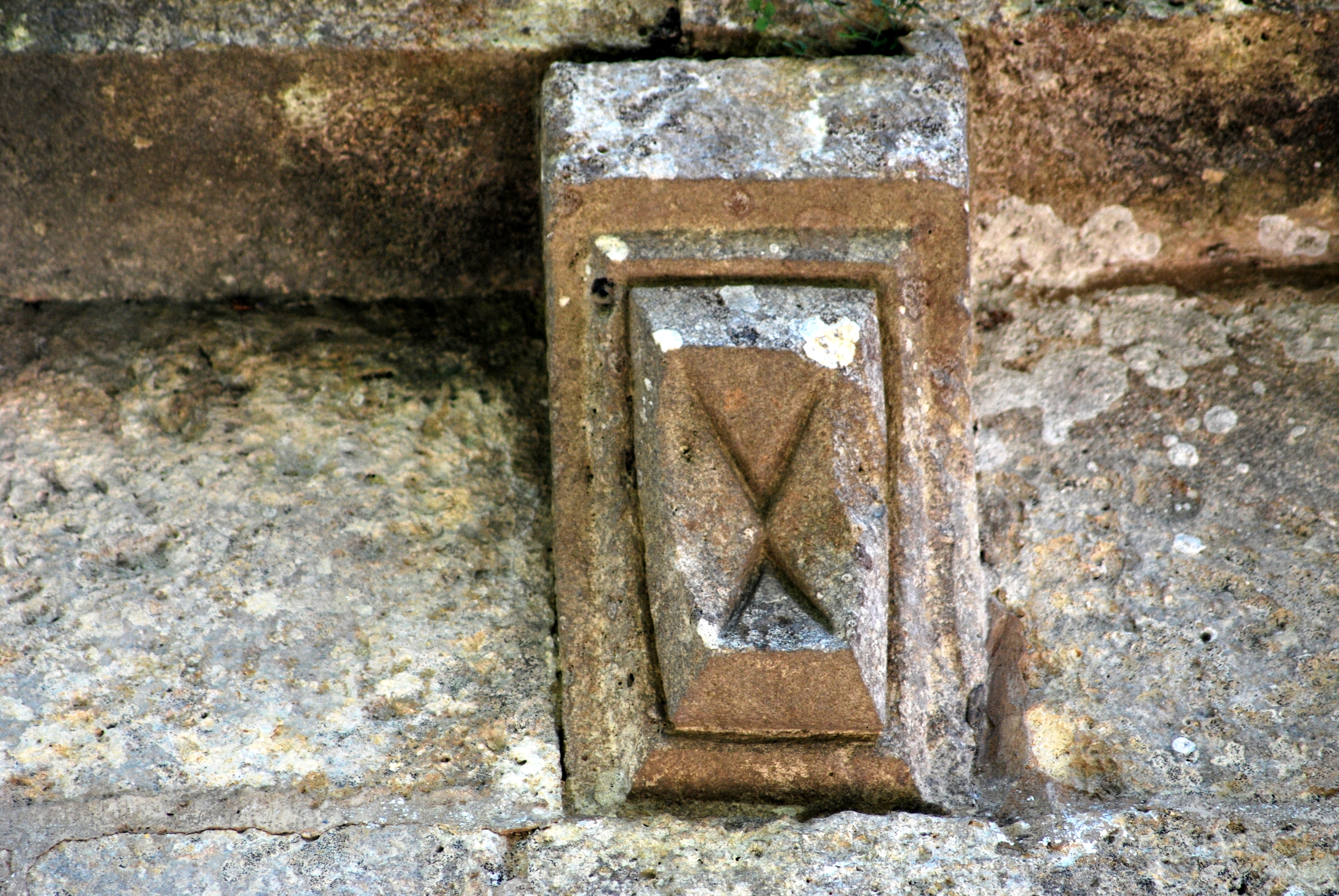
Croix simple
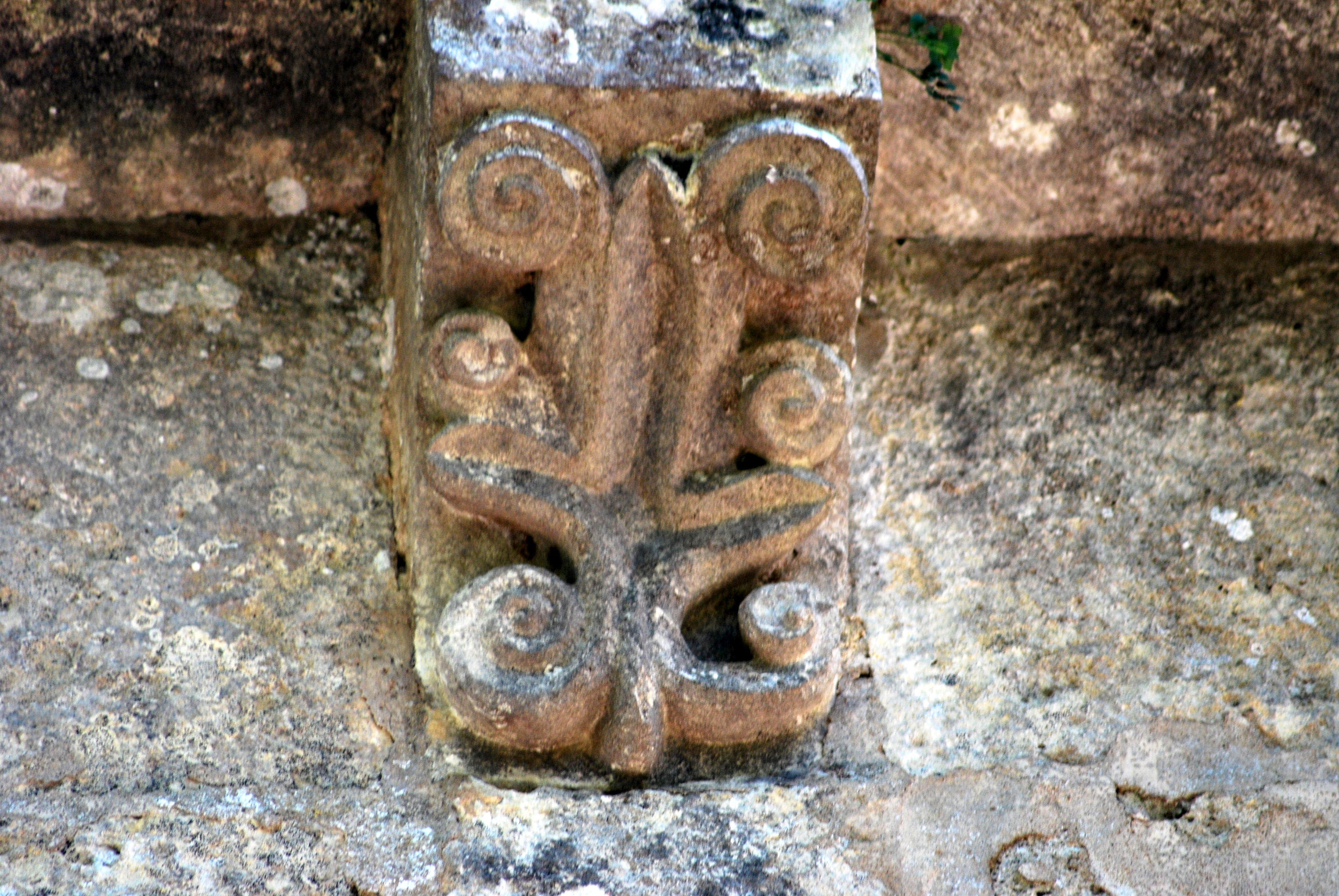
Feuille
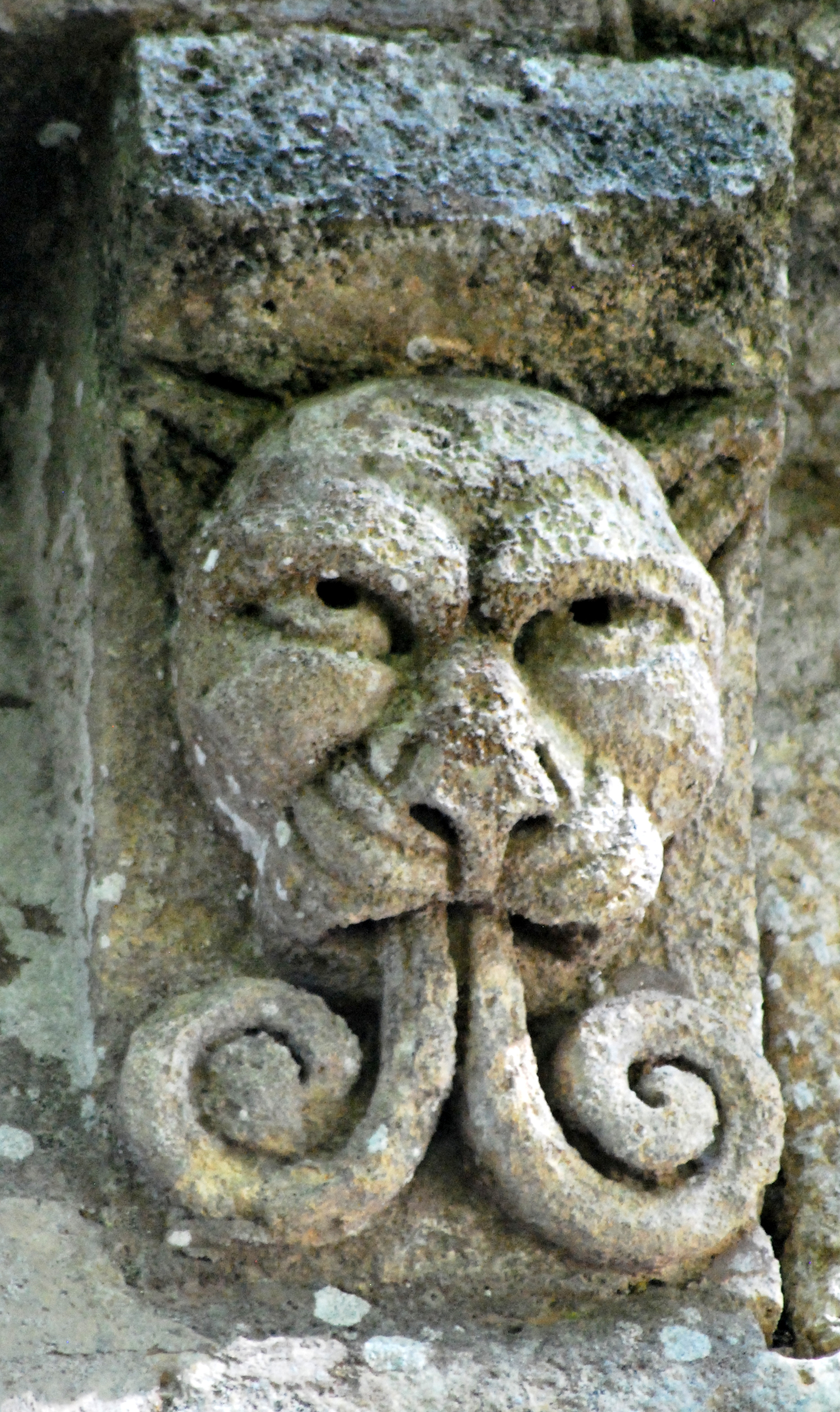
Cracheur de rinceaux
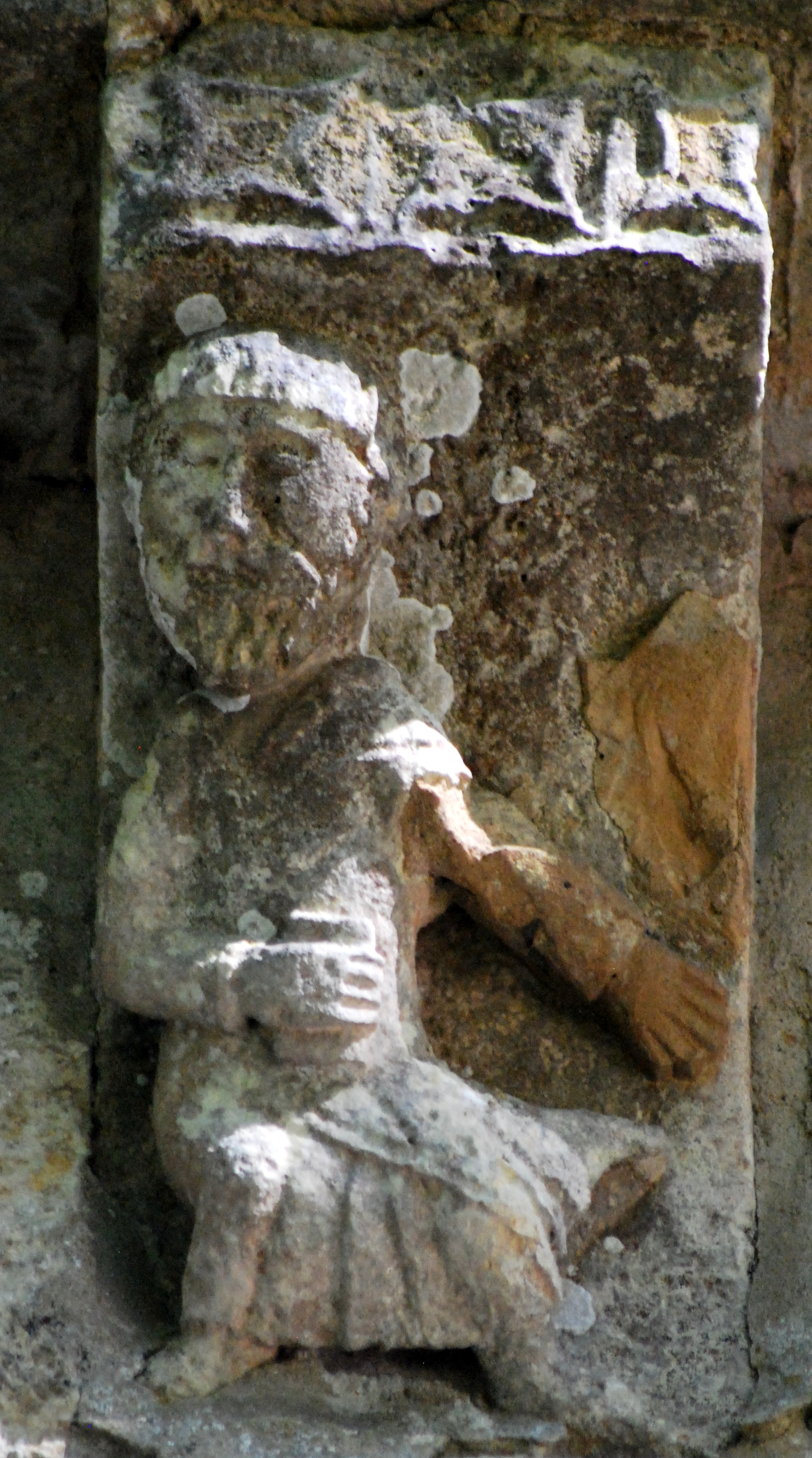
Homme avec un livre

La console méridionale
Cette console, au sud de la façade occidentale, est romane et truffée de symboles. Un couple constitué d'un homme et d'une femme nus, à demi allongés au-dessus du vide se tient dans l'ombre d'un arbre à fleur de lis. La main droite de l'homme touche les fesses de la femme. Sa main gauche tient une tige de l'arbre — les clercs romans raffolaient des jeux de mots et de calembours grivois et l'association : caulis = la tige et caulis = le pénis était très fréquente —. Après le plaisir charnel, le couple va choir au sol pour son péché. Assis derrière l'arbre, un personnage est en train de commenter un livre, sans doute la chute d'Adam.

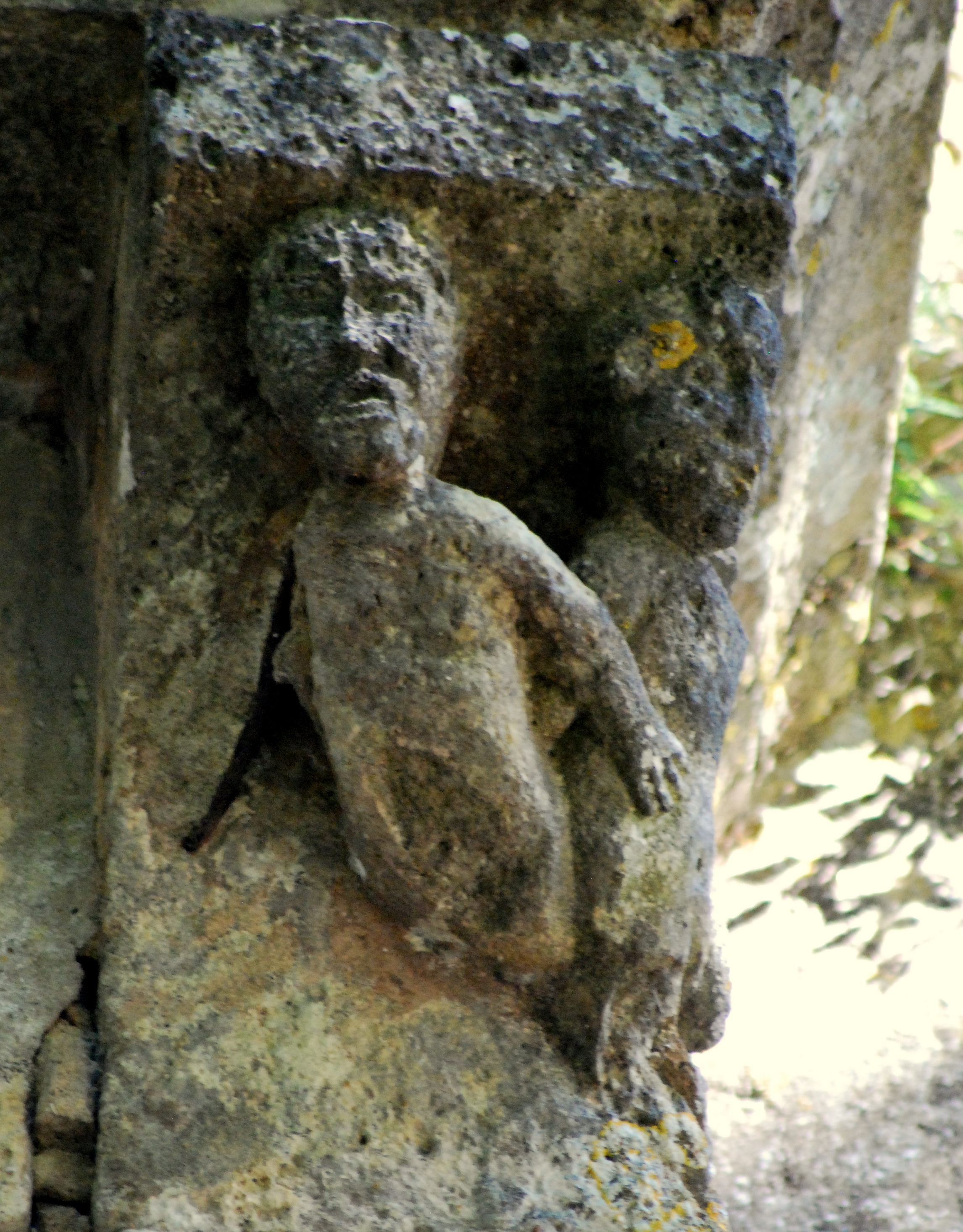
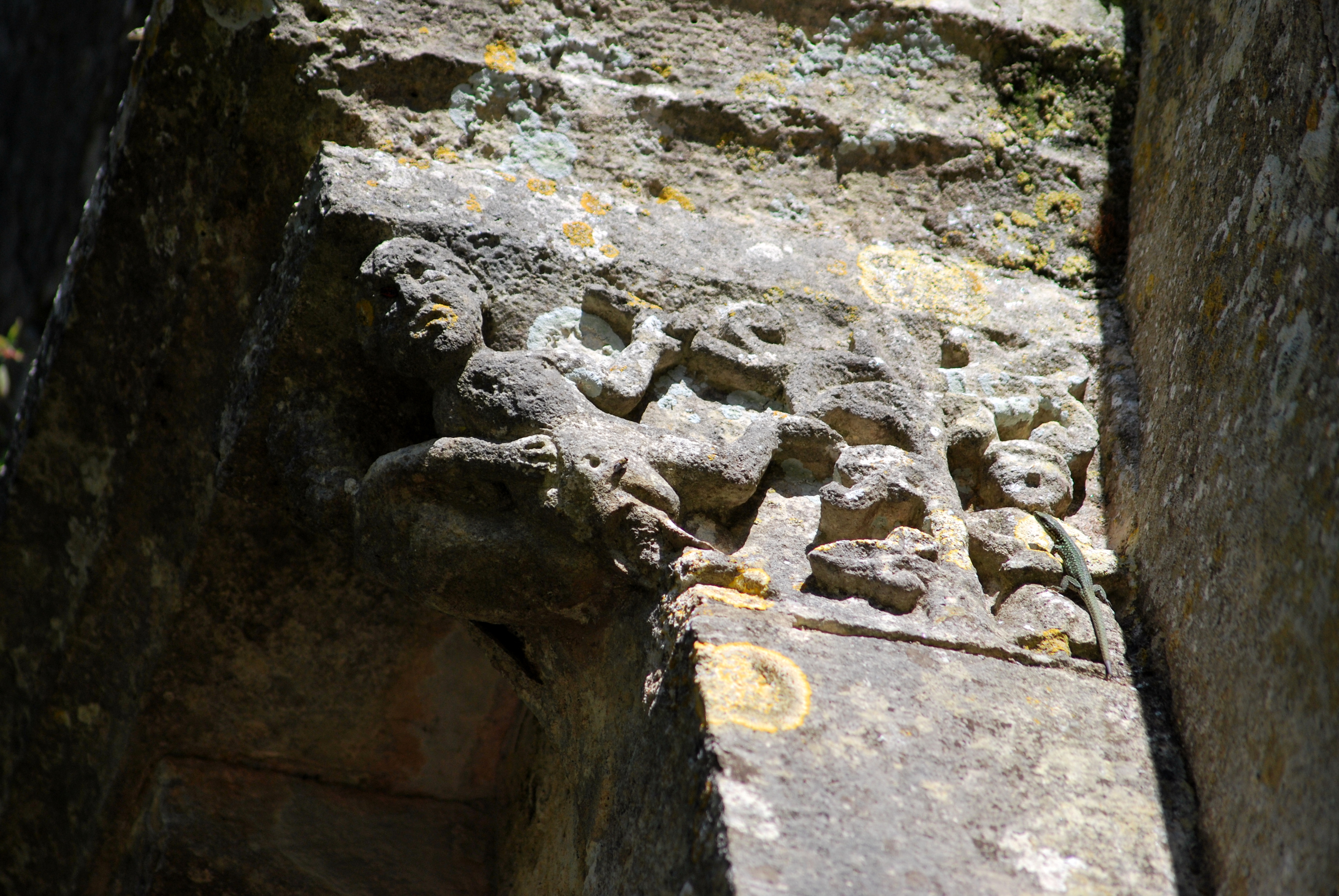

### Les modillons de la corniche
Les modillons de la corniche sont tous « géométriques » sauf pour deux exhibitionnistes masculins. Le premier était certainement, à l'origine, un homme ithyphallique, que la fragilité de la pierre ou le coup de marteau d'un iconoclaste du XIXe siècle a émasculé. Le deuxième est un exhibitionniste anal, « classique » dans les églises romanes,.

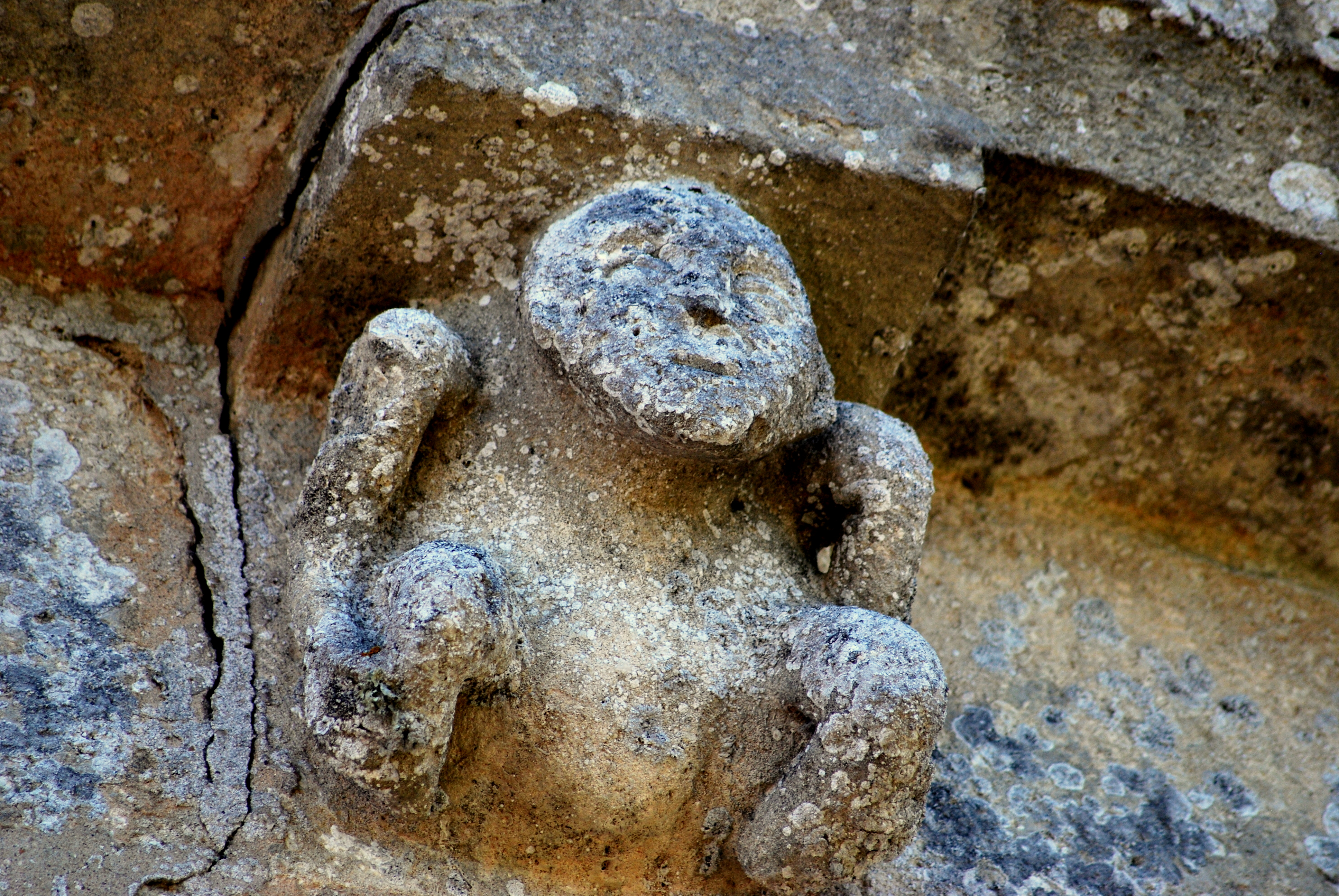
Exhibitionniste génital
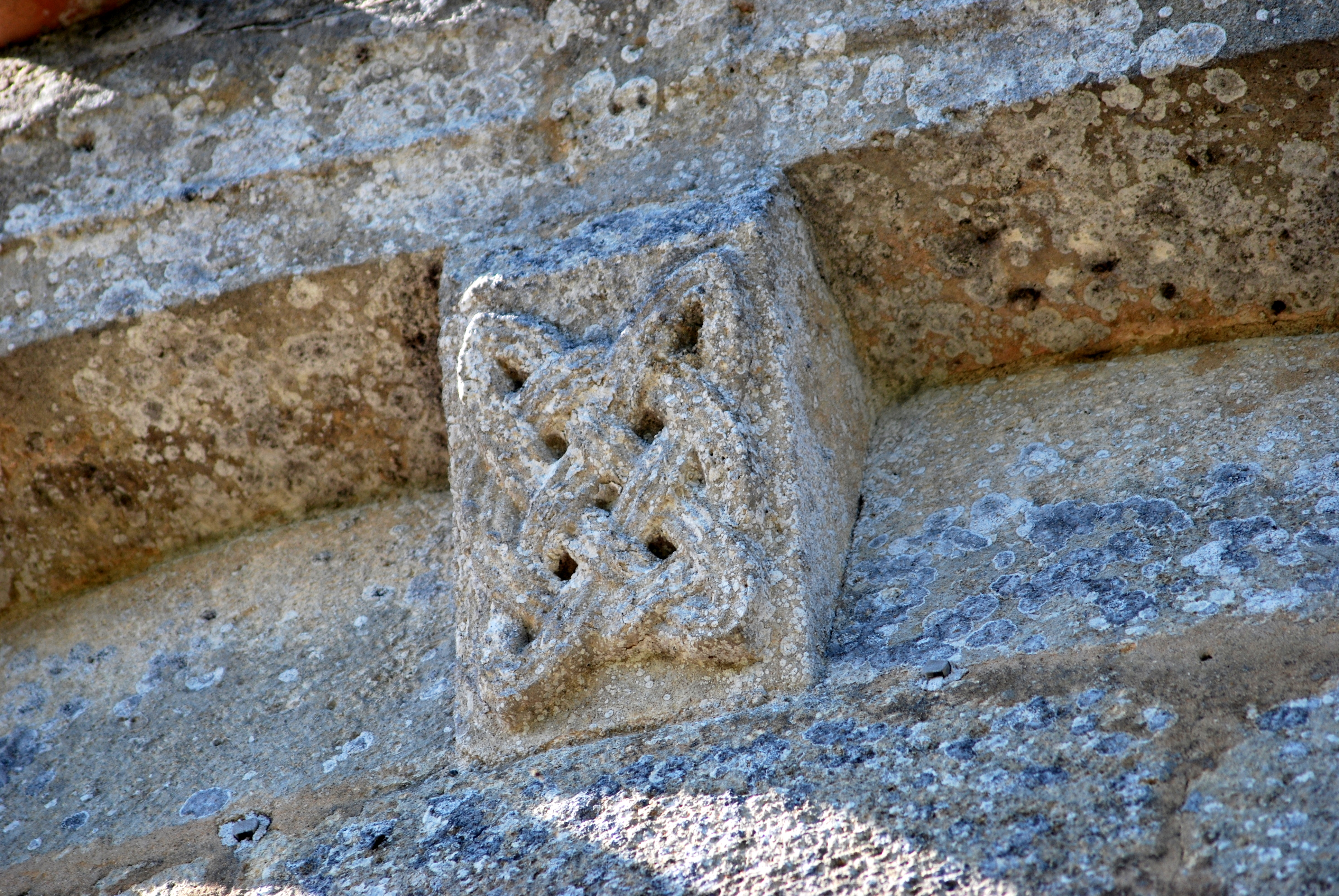
Entrelacs
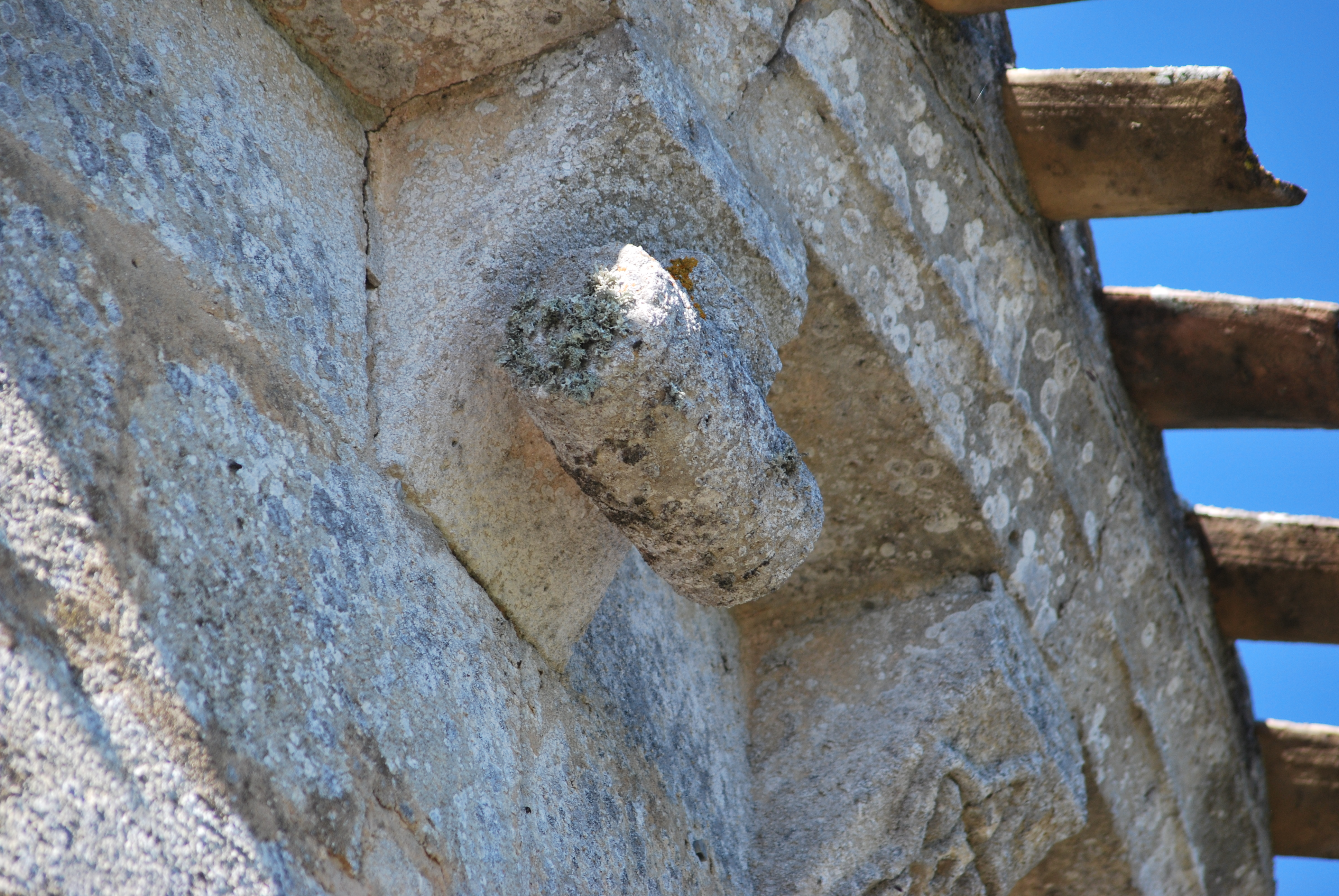
Tonnelet
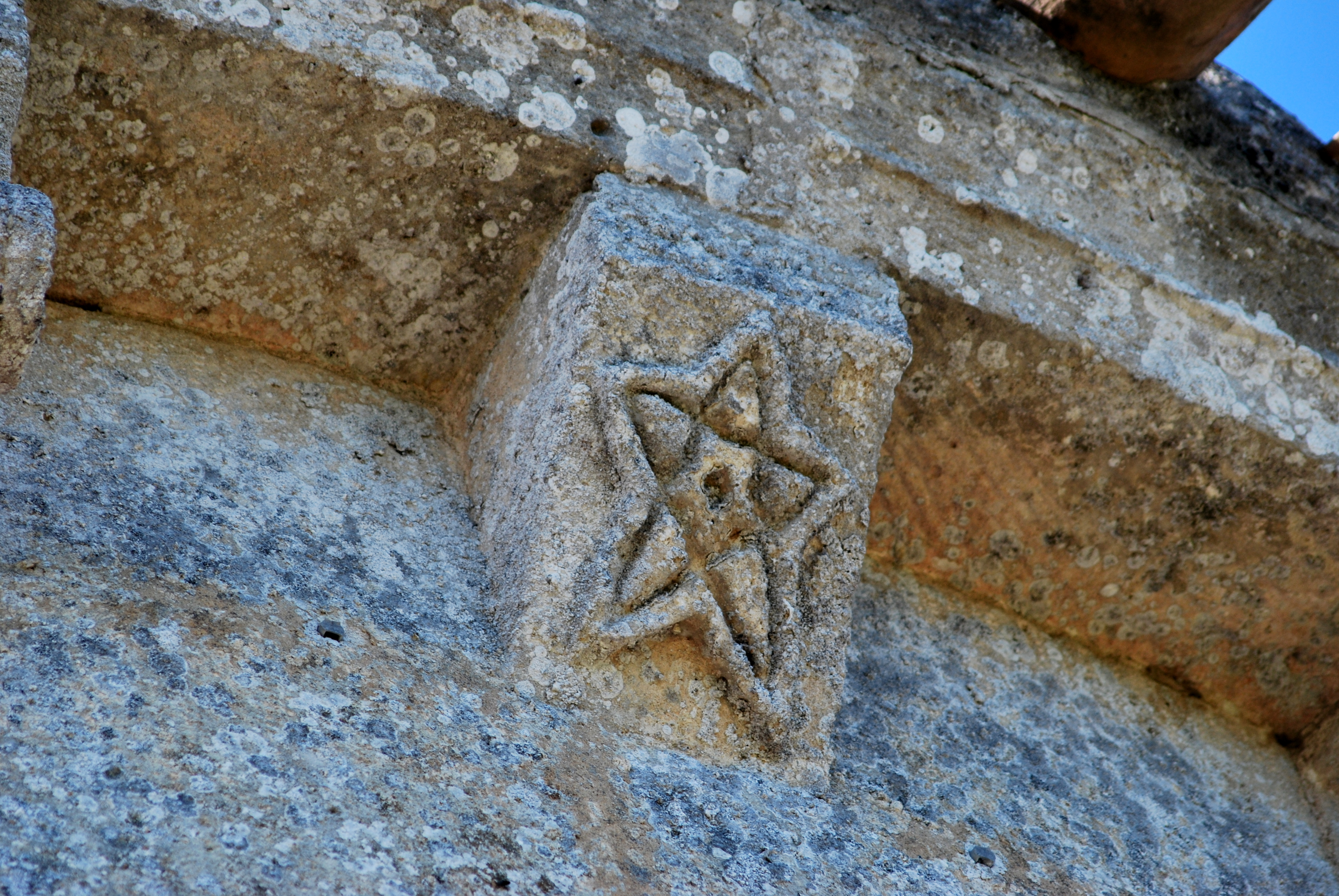
Étoile à cinq branches
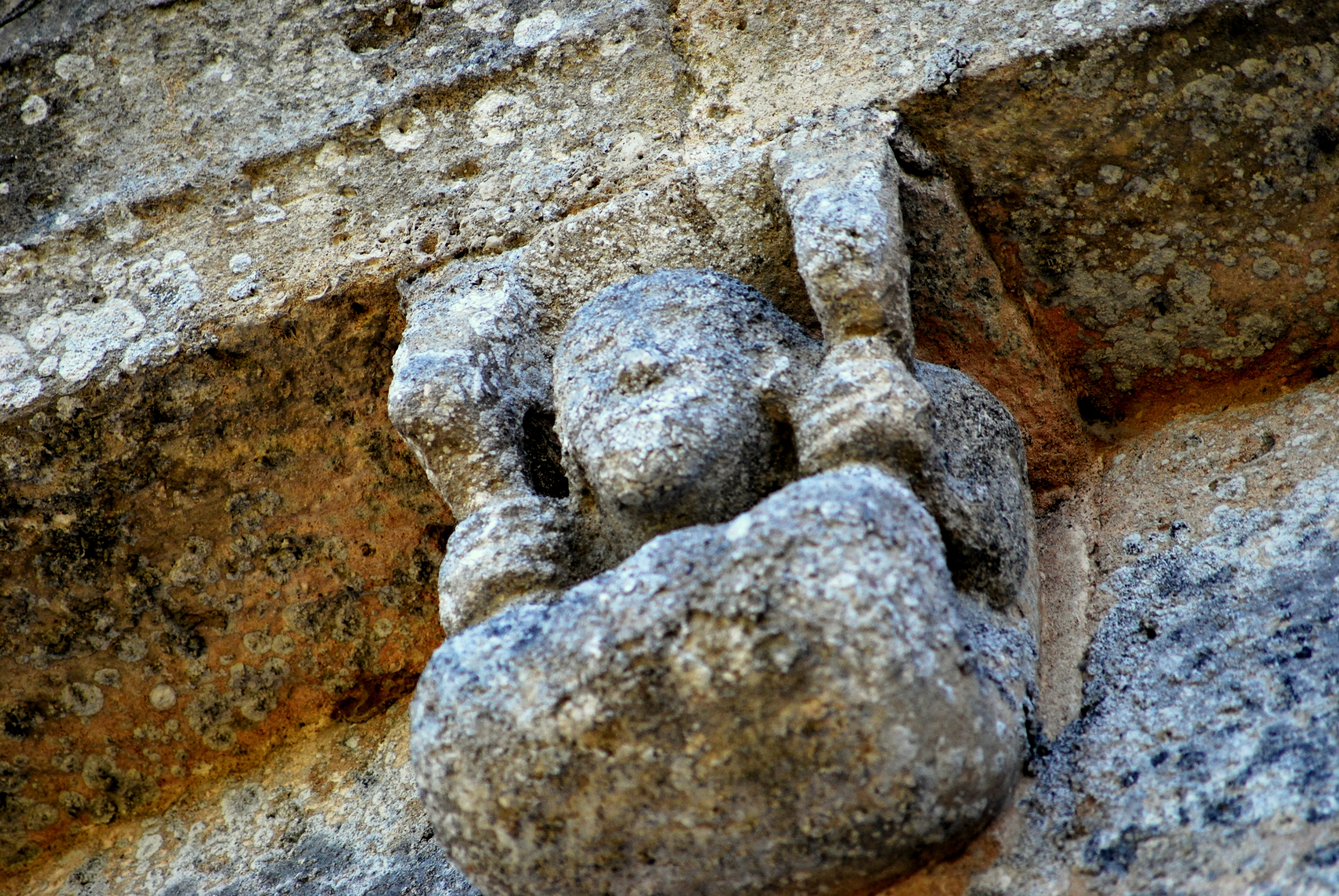
Exhibitionniste anal